# Zahnschema

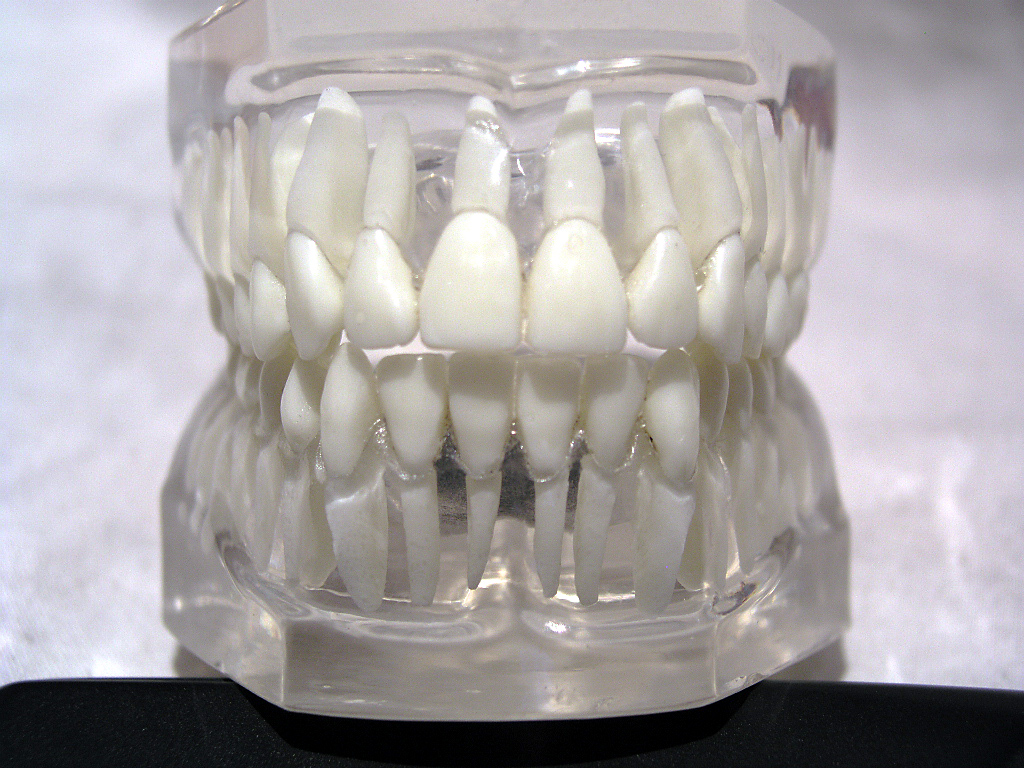
Plexiglasmodell des Erwachsenengebisses

Ein Zahnschema ist ein System für Zahnbezeichnungen, mit denen Zähne in ihrer Position im Kiefer und im Zahnbogen eindeutig benannt werden. International ist in der Zahnmedizin vornehmlich das Zahnschema der Fédération Dentaire Internationale (FDI) in Gebrauch. Daneben wird in den USA das amerikanische Zahnschema und im Vereinigten Königreich das Palmer-Zahnschema verwendet. Ferner sind historisch bzw. lokal die Zahnschemata nach Zsigmondy und Haderup von Bedeutung. Insgesamt wurden weltweit an die 40 verschiedene Zahnschemata entwickelt.
Zahnschemata werden sowohl zur Befunddokumentation (Zahnstatus) als auch bei der Behandlungsplanung und der Erstellung eines Heil- und Kostenplans verwendet. Sie dienen der Kommunikation zwischen Ärzten, Zahnärzten, Zahnmedizinischen Fachangestellten, Zahntechnikern, Krankenkassen und privaten Krankenversicherungen. Sie werden auch für oralepidemiologische Studien und in der internationalen Kommunikation gebraucht. In der forensischen Zahnmedizin und der Rechtsmedizin baut auf dem Zahnschema die Dokumentation bei der Identitätsfeststellung unbekannter Toter und der Analyse von Bissspuren auf. Der Vergleich des Zahnstatus im Zahnschema des Unbekannten mit dem eines Vermissten ist eine primäre Identifizierungsmethode neben dem Fingerabdruckvergleich und der DNA-Analyse.
Das Zahnschema nach Triadan wird von Tierärzten bei Hunden, Katzen und Pferden angewandt.

## Zahnformel des Menschen
| 2 | · | 1 | · | 2 | · | 3 | = 32 |
| 2 | · | 1 | · | 2 | · | 3 | = 32 |

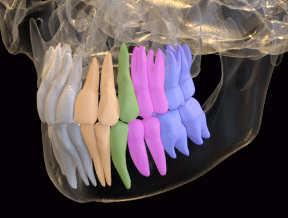
Zähne mit Farbschema der Zahnformel

Die Zahnformel ist eine Übersicht über die vorkommenden Zähne. Sie wird nur für eine Hälfte des Ober- und Unterkiefers dargestellt (in der Formel im rechten Bild: jeweils die beiden linken Gebisshälften). Gebisse sind immer vertikal spiegelsymmetrisch. Jeder Quadrant besteht aus zwei Schneidezähnen, einem Eckzahn, zwei Prämolaren und drei Molaren: 2 • 1 • 2 • 3. (4 × 8 = 32).
Das menschliche Gebiss ist heterodont (altgriechisch ἕτερος héteros, deutsch ‚verschieden‘; ὀδόντ odont Zahn), was bedeutet, dass es unterschiedliche Zahnformen enthält:
- Dens incisivus (medialis / lateralis; superior / inferior) – Incisivus (Schneidezahn)
- Dens caninus (superior / inferior) – Caninus (Eckzahn)
- Dens praemolaris (primus / secundus; superior / inferior) – Prämolar (Vormahlzahn)
- Dens molaris (primus / secundus / tertius (Dens serotinus bzw. sapientiae); superior / inferior) – Molar (Mahlzahn)

Der erste große Molar wird auch Sechsjahrmolar genannt, weil er in der Regel um das sechste Lebensjahr durchbricht.
| 2 | · | 1 | · | 0 | · | 2 | = 20 |
| 2 | · | 1 | · | 0 | · | 2 | = 20 |

Das menschliche Gebiss ist diphyodont (altgriechisch διφυής diphyḗs, deutsch ‚doppelt‘), was bedeutet, dass es einem Zahnwechsel unterliegt:
- Milchzähne: Erste (lacteale) Dentition
- Bleibende Zähne: Zweite (permanente) Dentition (Zahnwechsel)

Das menschliche Gebiss ist außerdem thekodont (altgriechisch θήκη thḗkē, deutsch ‚Fach‘), was bedeutet, dass die Zähne im Kiefer in einem Knochenfach verankert sind.
Es ist brachyodont (altgriechisch βραχύς brachýs, deutsch ‚kurz‘), die Zähne bestehen aus einer niedrigen Krone und voll entwickelten Wurzeln, die länger als die Krone sind.
Als bunodont (altgriechisch βουνός bounos, deutsch ‚Hügel‘) werden die Backenzähne bezeichnet, weil sie mit Höckern versehen sind. Sind vier Höcker vorhanden sind die Zähne oligobunodont (ὀλίγος olígos wenig), bei mehr Höckern sind sie polybunodont (πολύς polýs viele). Bunodonte Zähne charakterisieren das „Allesfressergebiss“.

Rechts – „Papierform“ – Links
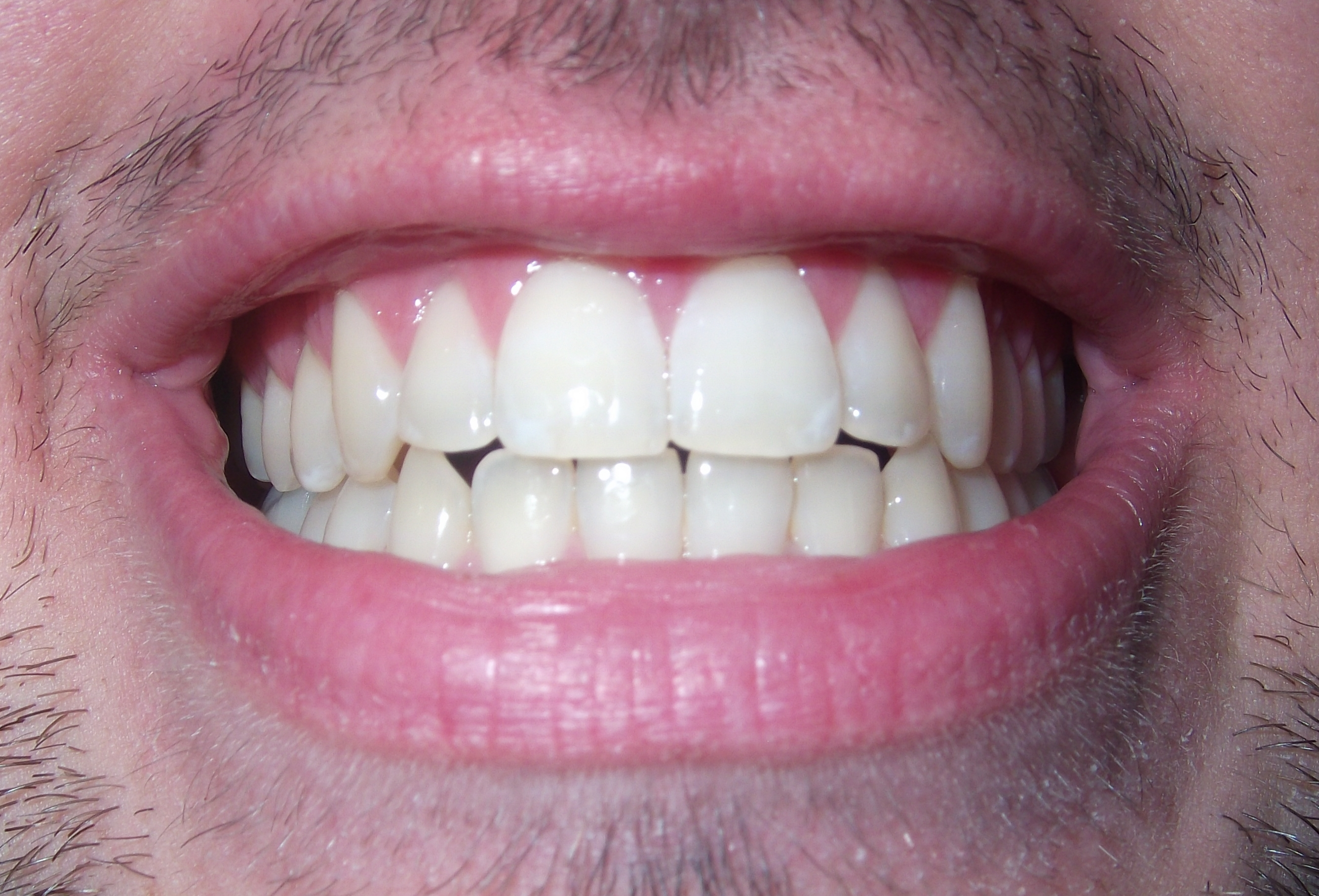
Rechts – Bleibendes Gebiss – Links

## Ansicht
Wie in der Medizin üblich, liegen allen Schemata Seitenbezeichnungen aus Sicht des Patienten, nicht aus Sicht des Betrachters zugrunde. Die Anordnung in den Aufzeichnungen ist aber so, wie der Zahnarzt die Zähne sieht, also von vorne betrachtet, d. h. die rechte Seite des Gebisses ist im Schema links aufgeschrieben. Wenn man als Patient sein (beispielsweise in Papierform) dokumentiertes Zahnschema betrachtet, dann sieht man sein Gebiss wie auf einem Photo, nicht etwa wie im Spiegel. Seine rechte Gebisshälfte sieht man demnach „auf Papier“ links und umgekehrt.
Im Folgenden werden die verschiedenen gebräuchlichen und ehemaligen Zahnschemata dargestellt.

## Die gebräuchlichsten Zahnschemata

### FDI-Zahnschema
Das FDI-Zahnschema ist nach der Fédération Dentaire Internationale (FDI), dem Zahnärzteweltverband, bezeichnet, der im Jahre 1970 auf seiner Jahrestagung in Bukarest dieses vom Berliner Hochschullehrer Joachim Viohl entwickelte Zahnschema mit absoluter Mehrheit als international gültiges Zahnschema verabschiedet hat. Es wird seitdem durchwegs im deutschsprachigen Raum verwendet.

#### Historie

##### Zahnschema nach Viohl

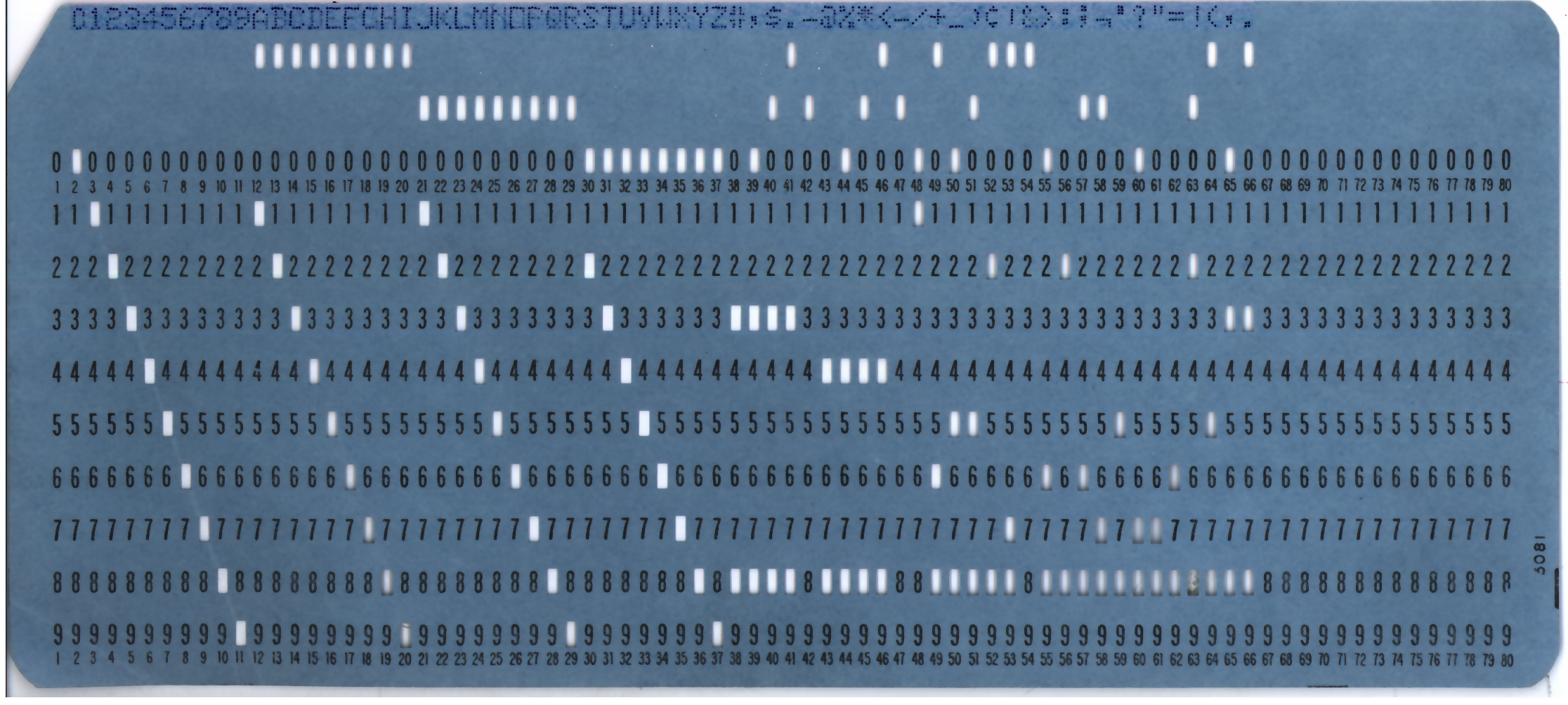
80-Spalten-Lochkarte mit dem 1964 entwickelten EBCDIC-Zeichensatz.

IBM ließ sich 1928 ein 80-Spalten-Lochkarten-Format mit rechteckigen Löchern patentieren, das bis in die 1970er Jahre hinein als IBM-Card weite Verbreitung fand. Sie kam im System/360, einer Großrechnerarchitektur der Firma IBM, als Datenträger zum Einsatz. Die Freie Universität Berlin benutzte ein Zahnschema seit 1960, das auf diesem Lochkartenformat aufsetzte und von Joachim Viohl (* 1933) nach einer Idee des österreichischen Kinderarztes Clemens von Pirquet (1874–1929) im Jahre 1924 entwickelt worden war. George B. Denton (1885–1963) hatte 1963 – kurz vor seinem Ableben – eine ähnliche Systematik vorgeschlagen, jedoch mit einer abweichenden Quadrantennummerierung.
Durch die Limitierung auf 80 Spalten, gleich 80 Zeichen, wurden die Zahnbezeichnungen im Zahnschema auf nur zwei Ziffern je Zahn komprimiert. Die 32 Zähne des menschlichen Gebisses konnten damit mit 64 Ziffern, gleich 64 Zeichen, dargestellt und erfasst werden. Aus der Bezeichnung „oberer, rechter, bleibender, erster Molar“ wurde die Kurzbezeichnung „16“. Damit war der Einstieg in die Datenverarbeitung geschaffen.

##### FDI
Als die FDI ein einheitliches, international anerkanntes System für Zahnbezeichnungen für die internationale Kommunikation, insbesondere von Untersuchungen im Rahmen der forensischen Zahnmedizin, suchte, schlug Viohl 1970 dem FDI-Sonderkomitee für einheitliche Befunderhebung des Subcommittee on Forensic Odontology sein zweiziffriges Schema zur Bezeichnung der Zähne vor. Auf Grund des mehrjährigen erfolgreichen Einsatzes der Dokumentation zahnärztlicher Befunde an der Zahnklinik der Freien Universität Berlin war sein Vorschlag die Lösung für die FDI. Es wird seitdem auch von der Weltgesundheitsorganisation (englisch World Health Organization, WHO) mit der Bezeichnung WHO-Zahnschema (englisch WHO Tooth numbering system) und der International Association for Dental Research (IADR, deutsch: Internationale Gesellschaft für zahnmedizinische Forschung) verwendet. Es ist auch als ISO 3950 Notation bekannt.  Es wird ebenso Two-Digit System (dt.: Zwei-Ziffern-System) genannt.

#### Systematik des Zahnschemas

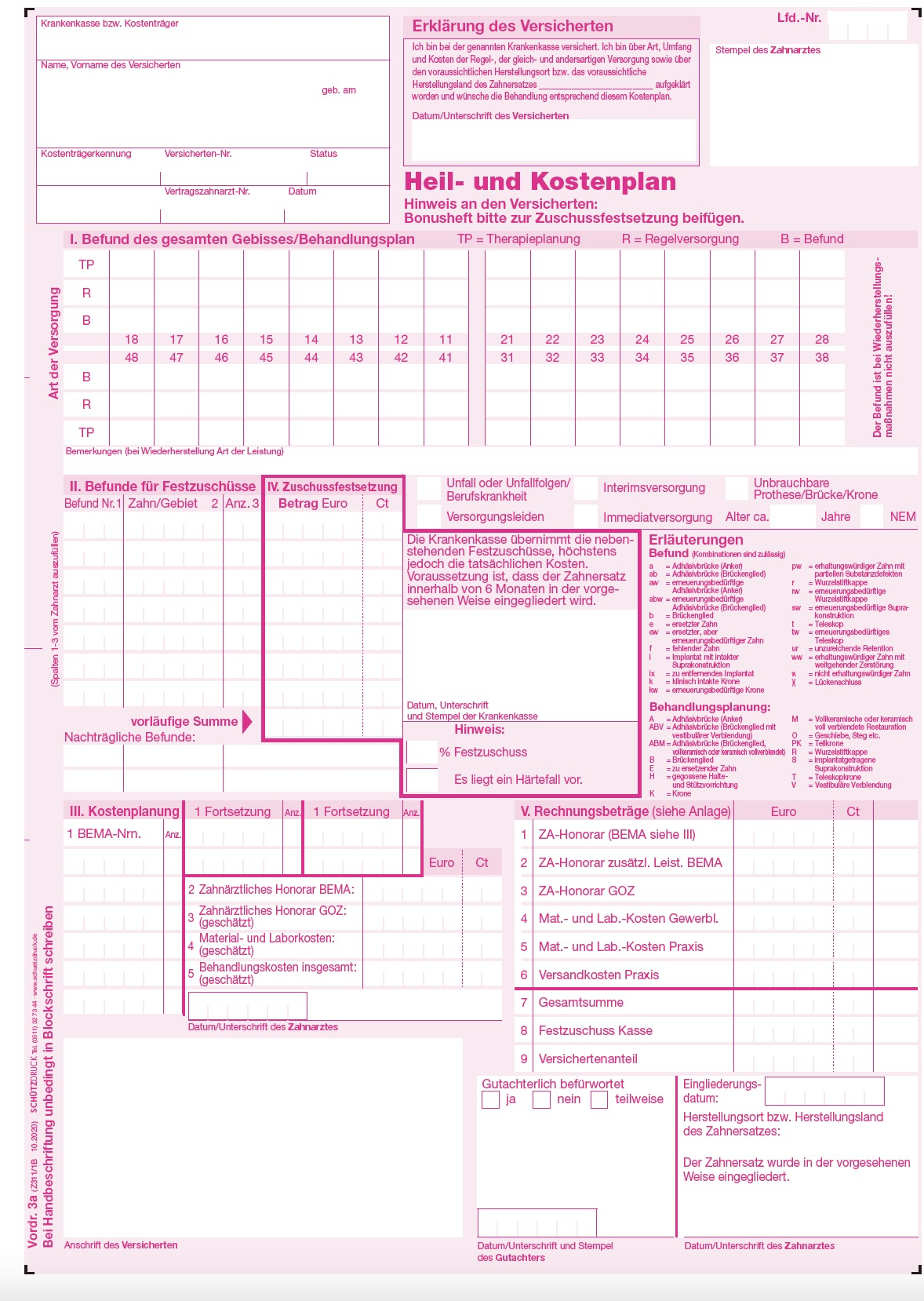
Heil- und Kostenplan mit eingedrucktem FDI-Zahnschema. In den Zeilen darüber und darunter werden der Befund und die Behandlungsplanung eingetragen.

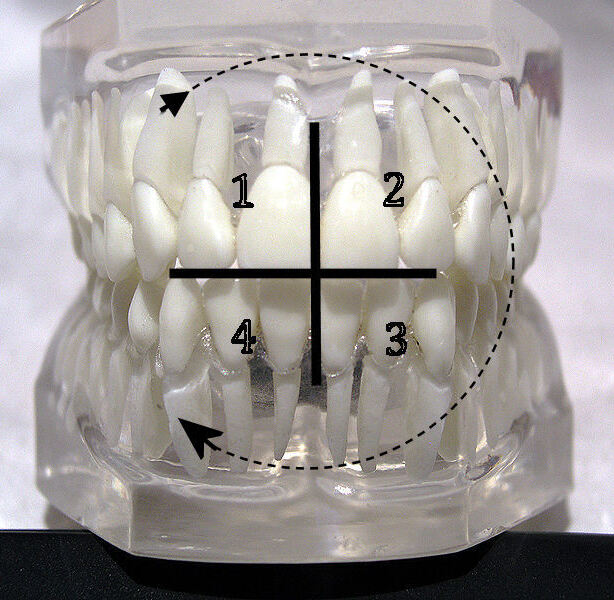
FDI-Zahnschema: Quadranteneinteilung
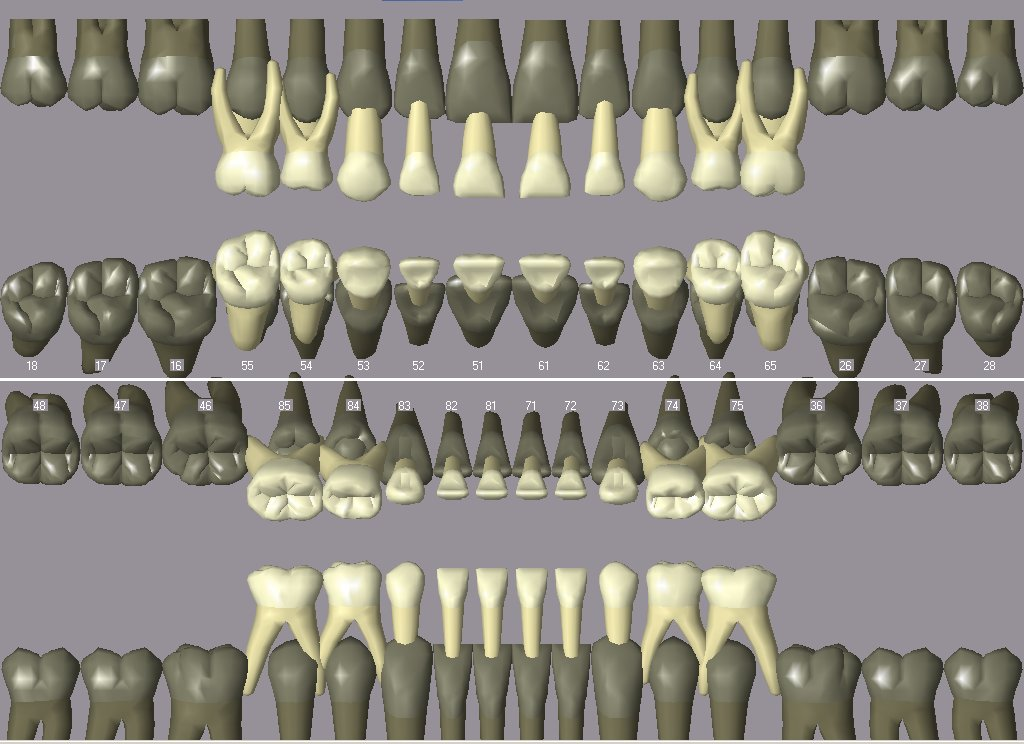
Milchgebiss mit FDI-Zahnschema
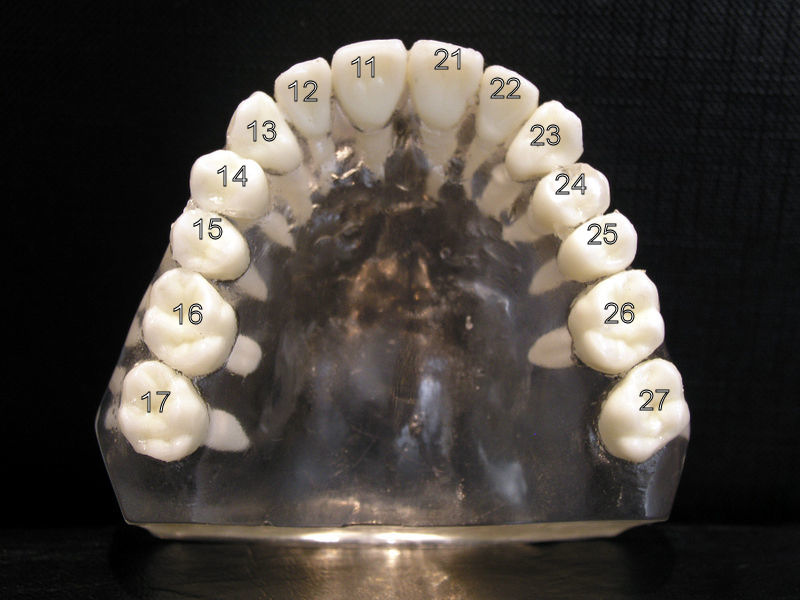
Zahnmodell mit FDI-Zahnschema Oberkiefer (ohne Weisheitszähne)
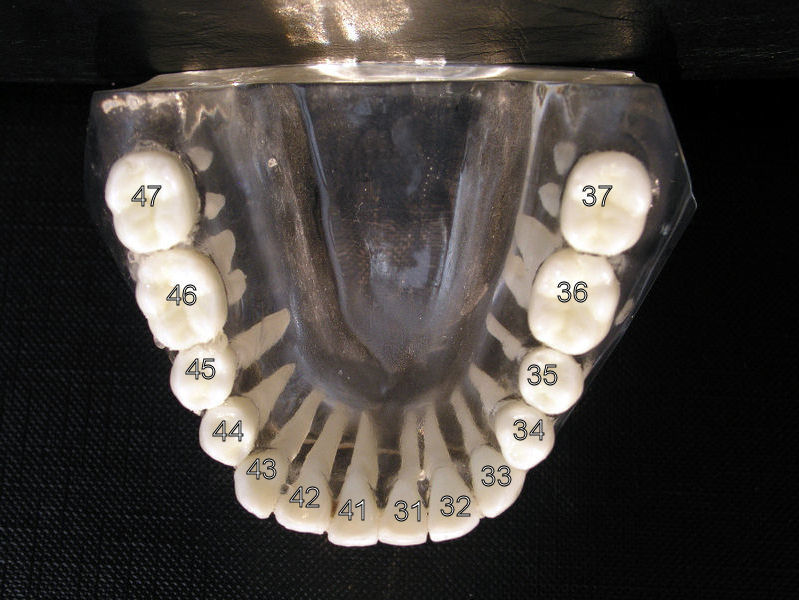
Zahnmodell mit FDI-Zahnschema Unterkiefer (ohne Weisheitszähne)

Unter einem Quadranten versteht man eine Kieferhälfte. Damit besteht das Gebiss aus vier Quadranten. Im FDI-Schema wird die Quadranten-Ziffer der Kennziffer des Zahnes vorangestellt. Dabei werden die Quadranten aus Sicht des Patienten gegen den Uhrzeigersinn durchnummeriert, beginnend mit dem Oberkiefer rechts. Die Nummerierung der Quadranten erfolgte entsprechend dem auch damals schon üblichen Vorgehen bei der Untersuchung, die „im Kreis herum“ durchgeführt wird. Die Zähne wiederum werden jeweils von der Mitte aus nach hinten durchnummeriert. So wird der obere rechte Eckzahn mit den Kennziffern „13“ bezeichnet. Die „1“ steht für den oberen rechten Quadranten, die „3“ für den dritten Zahn von der Mitte aus gerechnet. Der untere linke erste Prämolar erhält analog die Kennziffern „34“.
Da es sich um eine zweiziffrige Kennung und nicht um eine zweistellige Zahl handelt, werden die Ziffern nacheinander genannt und daraus keine Zahl gebildet; es heißt demzufolge „eins-drei“ und „drei-vier“, nicht „dreizehn“ und „vierunddreißig“.
Die Milchzahnquadranten werden entsprechend von 5 bis 8 durchnummeriert, so dass der obere linke seitliche Schneidezahn die Kennziffern „62“ (sechs-zwei) erhält, der untere rechte zweite Milchmolar die Kennziffern „85“ (acht-fünf). Dies stieß zuweilen auf Kritik, da die Milchzähne zuerst durchbrechen und deshalb die Quadranteneinteilung des Milchgebisses 1, 2, 3, 4 hätte lauten sollen und bei den bleibenden Zähnen 5, 6, 7, 8, so wie es ursprünglich Pirquet vorgeschlagen hatte.
| Bleibendes Gebiss | Bleibendes Gebiss | Bleibendes Gebiss | Bleibendes Gebiss | Bleibendes Gebiss | Bleibendes Gebiss | Bleibendes Gebiss | Bleibendes Gebiss | Bleibendes Gebiss | Bleibendes Gebiss | Bleibendes Gebiss | Bleibendes Gebiss | Bleibendes Gebiss | Bleibendes Gebiss | Bleibendes Gebiss | Bleibendes Gebiss |
| oben rechts       | oben rechts       | oben rechts       | oben rechts       | oben rechts       | oben rechts       | oben rechts       | oben rechts       | oben links        | oben links        | oben links        | oben links        | oben links        | oben links        | oben links        | oben links        |
| ----------------- | ----------------- | ----------------- | ----------------- | ----------------- | ----------------- | ----------------- | ----------------- | ----------------- | ----------------- | ----------------- | ----------------- | ----------------- | ----------------- | ----------------- | ----------------- |
| 18                | 17                | 16                | 15                | 14                | 13                | 12                | 11                | 21                | 22                | 23                | 24                | 25                | 26                | 27                | 28                |
| 48                | 47                | 46                | 45                | 44                | 43                | 42                | 41                | 31                | 32                | 33                | 34                | 35                | 36                | 37                | 38                |
| unten rechts      | unten rechts      | unten rechts      | unten rechts      | unten rechts      | unten rechts      | unten rechts      | unten rechts      | unten links       | unten links       | unten links       | unten links       | unten links       | unten links       | unten links       | unten links       |
|                   |                   |                   |                   |                   |                   |                   |                   |                   |                   |                   |                   |                   |                   |                   |                   |
| Milchzahngebiss   |                   |                   |                   |                   |                   |                   |                   |                   |                   |                   |                   |                   |                   |                   |                   |
| oben rechts       | oben rechts       | oben rechts       | oben rechts       | oben rechts       | oben rechts       | oben rechts       | oben rechts       | oben links        | oben links        | oben links        | oben links        | oben links        | oben links        | oben links        | oben links        |
|                   |                   |                   | 55                | 54                | 53                | 52                | 51                | 61                | 62                | 63                | 64                | 65                |                   |                   |                   |
|                   |                   |                   | 85                | 84                | 83                | 82                | 81                | 71                | 72                | 73                | 74                | 75                |                   |                   |                   |
| unten rechts      | unten rechts      | unten rechts      | unten rechts      | unten rechts      | unten rechts      | unten rechts      | unten rechts      | unten links       | unten links       | unten links       | unten links       | unten links       | unten links       | unten links       | unten links       |

Incisivi (Schneidezähne),
 Canini (Eckzähne),
 Prämolaren (Vormahlzähne),
 Molaren (Mahlzähne)

#### Anwendung
Für das FDI-Schema gibt es Stempel oder Aufkleber, mit denen das Schema in die Patientenkarteikarte eingetragen wird, um dort den Zahnbefund zu erfassen. In anderen Karteikarten ist das FDI-Schema bereits eingedruckt. Im Jahre 1979 stellte die Firma Siemens ein Computerprogramm zur Praxisadministration namens Sirodata vor. Hierfür wurde eine neue Tastatur entwickelt, die zur vereinfachten elektronischen Befundaufnahme über den üblichen Tasten zwei zusätzliche Tastenreihen mit den Zahnangaben des FDI-Schemas besaß. In Praxisverwaltungssystemen ist das FDI-Zahnschema einprogrammiert, in vorgeschriebenen Formularen wie dem Heil- und Kostenplan für gesetzlich Krankenversicherte in Deutschland eingedruckt. (Beim Ausfüllen eines Heil- und Kostenplans für gesetzlich versicherte Patienten in Deutschland gelten spezielle Regeln und Abkürzungen.)

#### Befundaufnahme
Im Zahnschema hält der Zahnarzt den Befund des Gebisses bei der Vorsorgeuntersuchung fest. Dazu gehört vor allem die Eintragung der fehlenden, kariösen, zerstörten, überkronten, überbrückten und ersetzten Zähne, vorhandener Implantate, retinierter (nicht durchgebrochener) und zu extrahierender Zähne. In erweiterten Befundschemata werden auch parodontologische und kieferorthopädische Befunde dokumentiert. Die Eintragungen erfolgen mit Abkürzungen, meist mit den Anfangsbuchstaben der Befunde, beispielsweise „f“ für einen fehlenden Zahn, „e“ für einen ersetzten Zahn. Diese Kürzel werden an der jeweiligen Zahnbezeichnung eingegeben. In großem Maßstab erfolgen mit diesen Angaben Auswertungen innerhalb epidemiologischer und wissenschaftlicher Studien. Die Erfassung der Befunde gehört zu den Dokumentationspflichten des Zahnarztes gemäß § 630f BGB.
Beispiele für Befundungen im Zahnschema:
- f = fehlend
- z = zerstört
- c = kariös
- x = extraktionswürdig
- e = ersetzt
- k = Krone
- b = Brückenglied
- i = Implantat

Für weitere Bezeichnungen siehe Lage- und Richtungsbezeichnungen an den Zähnen
Gekippte oder elongierte (scheinbar verlängerte) Zähne werden im Befundschema mit Pfeilen charakterisiert, die die Richtung der Kippung, Elongation oder Zahnwanderung angeben: → bzw. ←, ↑ bzw. ↓. Ein Lückenschluss wird durch zwei gegenläufige Klammern )( angezeigt. Ist der Lückenschluss durch Zahnwanderung entstanden, werden zusätzlich Pfeile vor oder nach den Klammern angegeben: → )( ←, je nachdem, ob der distal oder medial der Lücke befindliche Zahn gewandert ist.

#### Behandlungsplanung
Zahnschemata werden auch für die Behandlungsplanung eingesetzt. Um Befunde und Planungen auseinanderhalten zu können, werden Befunde in Kleinbuchstaben, Behandlungsplanungen in Großbuchstaben eingetragen. Die folgende Eintragung im FDI-Zahnschema zeigt im linken Oberkiefer den Befund, dass Zahn 26 fehlt (f) und die Zähne 25 und 27 kariös sind (c). Die Planung sieht deshalb eine Brücke vor: Die Zähne 25 und 27 werden mit einer Krone (K) versorgt, der fehlende Zahn 26 wird mit einem Brückenglied (B) überbrückt.

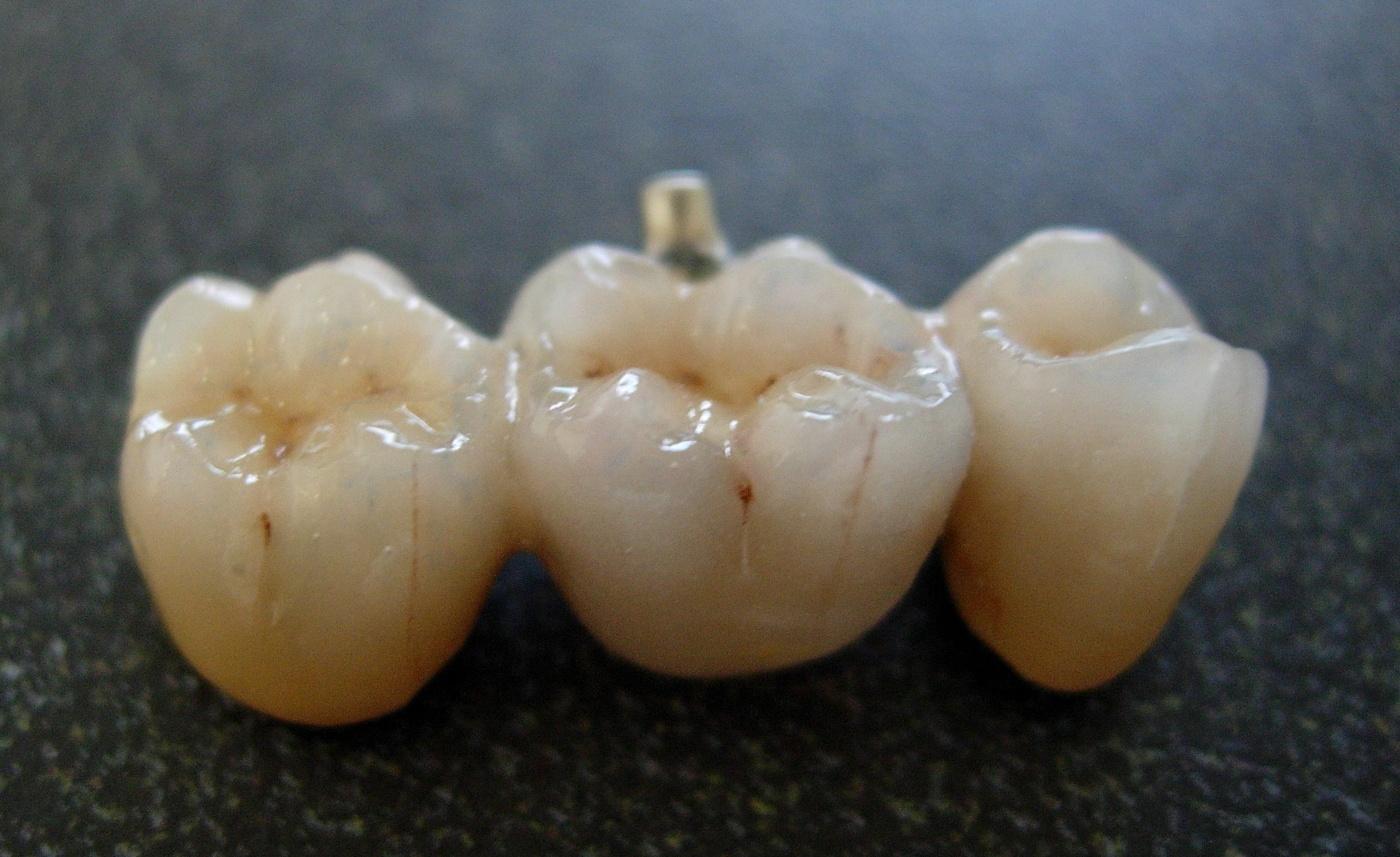
Vollverblendete Keramikbrücke 27–25

| oben rechts  | oben rechts  | oben rechts  | oben rechts  | oben rechts  | oben rechts  | oben rechts  | oben rechts  | oben links  | oben links  | oben links  | oben links  | oben links  | oben links  | oben links  | oben links  |                   |
| ------------ | ------------ | ------------ | ------------ | ------------ | ------------ | ------------ | ------------ | ----------- | ----------- | ----------- | ----------- | ----------- | ----------- | ----------- | ----------- | ----------------- |
|              |              |              |              |              |              |              |              |             |             |             |             | K           | B           | K           |             | Planung           |
|              |              |              |              |              |              |              |              |             |             |             |             | c           | f           | c           |             | Befund            |
| 18           | 17           | 16           | 15           | 14           | 13           | 12           | 11           | 21          | 22          | 23          | 24          | 25          | 26          | 27          | 28          | Zahn- bezeichnung |
| 48           | 47           | 46           | 45           | 44           | 43           | 42           | 41           | 31          | 32          | 33          | 34          | 35          | 36          | 37          | 38          | Zahn- bezeichnung |
|              |              |              |              |              |              |              |              |             |             |             |             |             |             |             |             | Befund            |
|              |              |              |              |              |              |              |              |             |             |             |             |             |             |             |             | Planung           |
| unten rechts | unten rechts | unten rechts | unten rechts | unten rechts | unten rechts | unten rechts | unten rechts | unten links | unten links | unten links | unten links | unten links | unten links | unten links | unten links |                   |

#### OMS-Zahnschema
1981 wurde der Versuch unternommen, im FDI-Zahnschema die Zähne deutlicher nach den Quadranten zu unterscheiden. Im hierzu entwickelten OMS-Zahnschema (engl.: Oral & maxillofacial surgery tooth numbering system) wurden die Zahnbezeichnungen des FDI-Zahnschemas um einen Punkt zwischen den Ziffern ergänzt, also 1.1 statt 11 oder 4.5 statt 45, um die getrennte Aussprache – wie oben ausgeführt – zu unterstreichen. Es hat sich jedoch nicht durchgesetzt. P. S. Sharma und P. Wadhwa schlugen vor, die beiden Ziffern durch einen Bindestrich zu verbinden, demnach 1-1 statt 11 oder 4-5 statt 45. Sie wollten dadurch eine Verwechslungsgefahr mit dem amerikanischen Zahnschema vermeiden helfen.

### Das amerikanische Zahnschema
Im amerikanischen Zahnschema (Universal Numbering System), das 1883 vom Briten George Cunningham (1852–1919) nach einer Idee von Gustav Julius Parreidt (1849–1933) entwickelt wurde, werden die Zähne beginnend beim oberen rechten Weisheitszahn und endend beim unteren rechten Weisheitszahn im Uhrzeigersinn von 1 bis 32 durchnummeriert. Es wird unverändert bevorzugt in den USA verwendet und ist seit 1975 das offizielle Zahnschema der American Dental Association (ADA). Eine Kennzeichnung der Quadranten entfällt. So bekommt der obere rechte Eckzahn die Kennzahl „6“, der untere linke erste Prämolar die Kennzahl „21“.
Die Milchzähne werden analog von rechts oben beginnend im Uhrzeigersinn mit den Buchstaben „A“ bis „T“ bezeichnet, so dass der obere linke seitliche Schneidezahn die Kennzeichnung „G“ erhält, der untere rechte zweite Milchmolar die Kennzeichnung „T“. Alternativ werden die Milchzähne ebenfalls durchnummeriert und erhalten als Unterscheidungsmerkmal ein nachfolgendes „d“ (von deciduous dentition, dt.: Milchgebiss). Der rechte obere Milchmolar erhält somit entweder die Bezeichnung „A“ oder „1d“.
Im amerikanischen Zahnschema werden die Zähne so notiert, dass der aus Patientensicht rechts befindliche Zahn im Schema aus Zahnarztsicht rechts notiert wird. Der aus Patientensicht rechte obere Weisheitszahn wird im Schema deshalb oben rechts eingetragen. Der Patient sieht sein Zahnschema deshalb im amerikanischen System – im Gegensatz zum FDI-Zahnschema – wie im Spiegel.
| Bleibendes Gebiss                             | Bleibendes Gebiss | Bleibendes Gebiss | Bleibendes Gebiss | Bleibendes Gebiss | Bleibendes Gebiss | Bleibendes Gebiss | Bleibendes Gebiss | Bleibendes Gebiss | Bleibendes Gebiss | Bleibendes Gebiss | Bleibendes Gebiss | Bleibendes Gebiss | Bleibendes Gebiss | Bleibendes Gebiss | Bleibendes Gebiss |
| oben links                                    | oben links        | oben links        | oben links        | oben links        | oben links        | oben links        | oben links        | oben rechts       | oben rechts       | oben rechts       | oben rechts       | oben rechts       | oben rechts       | oben rechts       | oben rechts       |
| --------------------------------------------- | ----------------- | ----------------- | ----------------- | ----------------- | ----------------- | ----------------- | ----------------- | ----------------- | ----------------- | ----------------- | ----------------- | ----------------- | ----------------- | ----------------- | ----------------- |
| 16                                            | 15                | 14                | 13                | 12                | 11                | 10                | 9                 | 8                 | 7                 | 6                 | 5                 | 4                 | 3                 | 2                 | 1                 |
| 17                                            | 18                | 19                | 20                | 21                | 22                | 23                | 24                | 25                | 26                | 27                | 28                | 29                | 30                | 31                | 32                |
| unten links                                   | unten links       | unten links       | unten links       | unten links       | unten links       | unten links       | unten links       | unten rechts      | unten rechts      | unten rechts      | unten rechts      | unten rechts      | unten rechts      | unten rechts      | unten rechts      |
|                                               |                   |                   |                   |                   |                   |                   |                   |                   |                   |                   |                   |                   |                   |                   |                   |
| Milchzahngebiss                               |                   |                   |                   |                   |                   |                   |                   |                   |                   |                   |                   |                   |                   |                   |                   |
| oben links                                    | oben links        | oben links        | oben links        | oben links        | oben links        | oben links        | oben links        | oben rechts       | oben rechts       | oben rechts       | oben rechts       | oben rechts       | oben rechts       | oben rechts       | oben rechts       |
|                                               |                   |                   | J                 | I                 | H                 | G                 | F                 | E                 | D                 | C                 | B                 | A                 |                   |                   |                   |
|                                               |                   |                   | K                 | L                 | M                 | N                 | O                 | P                 | Q                 | R                 | S                 | T                 |                   |                   |                   |
| unten links                                   | unten links       | unten links       | unten links       | unten links       | unten links       | unten links       | unten links       | unten rechts      | unten rechts      | unten rechts      | unten rechts      | unten rechts      | unten rechts      | unten rechts      | unten rechts      |
|                                               |                   |                   |                   |                   |                   |                   |                   |                   |                   |                   |                   |                   |                   |                   |                   |
| Alternative Bezeichnungen für das Milchgebiss |                   |                   |                   |                   |                   |                   |                   |                   |                   |                   |                   |                   |                   |                   |                   |
| oben links                                    | oben links        | oben links        | oben links        | oben links        | oben links        | oben links        | oben links        | oben rechts       | oben rechts       | oben rechts       | oben rechts       | oben rechts       | oben rechts       | oben rechts       | oben rechts       |
|                                               |                   |                   | 10d               | 9d                | 8d                | 7d                | 6d                | 5d                | 4d                | 3d                | 2d                | 1d                |                   |                   |                   |
|                                               |                   |                   | 11d               | 12d               | 13d               | 14d               | 15d               | 16d               | 17d               | 18d               | 19d               | 20d               |                   |                   |                   |
| unten links                                   | unten links       | unten links       | unten links       | unten links       | unten links       | unten links       | unten links       | unten rechts      | unten rechts      | unten rechts      | unten rechts      | unten rechts      | unten rechts      | unten rechts      | unten rechts      |

(Incisivi, Canini, Prämolaren, Molaren).
Die Verwendung des amerikanischen Zahnschemas ist nicht einheitlich, so dass auch eine Notation verwendet wird, bei der die Zähne – wie im FDI-Zahnschema – aus Patientensicht aufgezeichnet werden.

Universal numbering system

 Es kann sich nur die Aufzeichnungsweise im amerikanischen Zahnschema ändern, die Zahnbezeichnung selbst ändert sich nicht. Beispielsweise hat der obere rechte Weisheitszahn in beiden Varianten immer die Zahnbezeichnung „1“.
| Bleibendes Gebiss                                 | Bleibendes Gebiss | Bleibendes Gebiss | Bleibendes Gebiss | Bleibendes Gebiss | Bleibendes Gebiss | Bleibendes Gebiss | Bleibendes Gebiss | Bleibendes Gebiss | Bleibendes Gebiss | Bleibendes Gebiss | Bleibendes Gebiss | Bleibendes Gebiss | Bleibendes Gebiss | Bleibendes Gebiss | Bleibendes Gebiss |
| oben rechts                                       | oben rechts       | oben rechts       | oben rechts       | oben rechts       | oben rechts       | oben rechts       | oben rechts       | oben links        | oben links        | oben links        | oben links        | oben links        | oben links        | oben links        | oben links        |
| ------------------------------------------------- | ----------------- | ----------------- | ----------------- | ----------------- | ----------------- | ----------------- | ----------------- | ----------------- | ----------------- | ----------------- | ----------------- | ----------------- | ----------------- | ----------------- | ----------------- |
| 1                                                 | 2                 | 3                 | 4                 | 5                 | 6                 | 7                 | 8                 | 9                 | 10                | 11                | 12                | 13                | 14                | 15                | 16                |
| 32                                                | 31                | 30                | 29                | 28                | 27                | 26                | 25                | 24                | 23                | 22                | 21                | 20                | 19                | 18                | 17                |
| unten rechts                                      | unten rechts      | unten rechts      | unten rechts      | unten rechts      | unten rechts      | unten rechts      | unten rechts      | unten links       | unten links       | unten links       | unten links       | unten links       | unten links       | unten links       | unten links       |
|                                                   |                   |                   |                   |                   |                   |                   |                   |                   |                   |                   |                   |                   |                   |                   |                   |
| Milchzahngebiss                                   |                   |                   |                   |                   |                   |                   |                   |                   |                   |                   |                   |                   |                   |                   |                   |
| oben rechts                                       | oben rechts       | oben rechts       | oben rechts       | oben rechts       | oben rechts       | oben rechts       | oben rechts       | oben links        | oben links        | oben links        | oben links        | oben links        | oben links        | oben links        | oben links        |
|                                                   |                   |                   | A                 | B                 | C                 | D                 | E                 | F                 | G                 | H                 | I                 | J                 |                   |                   |                   |
|                                                   |                   |                   | T                 | S                 | R                 | Q                 | P                 | O                 | N                 | M                 | L                 | K                 |                   |                   |                   |
|                                                   |                   |                   |                   |                   |                   |                   |                   |                   |                   |                   |                   |                   |                   |                   |                   |
| Alternative Bezeichnungen für das Milchzahngebiss |                   |                   |                   |                   |                   |                   |                   |                   |                   |                   |                   |                   |                   |                   |                   |
| oben rechts                                       | oben rechts       | oben rechts       | oben rechts       | oben rechts       | oben rechts       | oben rechts       | oben rechts       | oben links        | oben links        | oben links        | oben links        | oben links        | oben links        | oben links        | oben links        |
|                                                   |                   |                   | 1d                | 2d                | 3d                | 4d                | 5d                | 6d                | 7d                | 8d                | 9d                | 10d               |                   |                   |                   |
|                                                   |                   |                   | 20d               | 19d               | 18d               | 17d               | 16d               | 15d               | 14d               | 13d               | 12d               | 11d               |                   |                   |                   |
| unten rechts                                      | unten rechts      | unten rechts      | unten rechts      | unten rechts      | unten rechts      | unten rechts      | unten rechts      | unten links       | unten links       | unten links       | unten links       | unten links       | unten links       | unten links       | unten links       |

(Incisivi, Canini, Prämolaren, Molaren).
In den Streitkräften der USA werden Modifikationen des Universal numbering systems verwendet:

#### Zahnschema der US-Armee
Im Zahnschema der US-Armee werden die bleibenden Zähne des Oberkiefers jeweils von der Mitte aus nach hinten von 1 bis 8 durchnummeriert, im Unterkiefer von 9 bis 16. Die Milchzähne werden im Oberkiefer jeweils von der Mitte aus mit den Buchstaben A bis E und im Unterkiefer mit den Buchstaben F bis J bezeichnet.
| Bleibendes Gebiss | Bleibendes Gebiss | Bleibendes Gebiss | Bleibendes Gebiss | Bleibendes Gebiss | Bleibendes Gebiss | Bleibendes Gebiss | Bleibendes Gebiss | Bleibendes Gebiss | Bleibendes Gebiss | Bleibendes Gebiss | Bleibendes Gebiss | Bleibendes Gebiss | Bleibendes Gebiss | Bleibendes Gebiss | Bleibendes Gebiss |
| oben rechts       | oben rechts       | oben rechts       | oben rechts       | oben rechts       | oben rechts       | oben rechts       | oben rechts       | oben links        | oben links        | oben links        | oben links        | oben links        | oben links        | oben links        | oben links        |
| ----------------- | ----------------- | ----------------- | ----------------- | ----------------- | ----------------- | ----------------- | ----------------- | ----------------- | ----------------- | ----------------- | ----------------- | ----------------- | ----------------- | ----------------- | ----------------- |
| 8                 | 7                 | 6                 | 5                 | 4                 | 3                 | 2                 | 1                 | 1                 | 2                 | 3                 | 4                 | 5                 | 6                 | 7                 | 8                 |
| 16                | 15                | 14                | 13                | 12                | 11                | 10                | 9                 | 9                 | 10                | 11                | 12                | 13                | 14                | 15                | 16                |
| unten rechts      | unten rechts      | unten rechts      | unten rechts      | unten rechts      | unten rechts      | unten rechts      | unten rechts      | unten links       | unten links       | unten links       | unten links       | unten links       | unten links       | unten links       | unten links       |
|                   |                   |                   |                   |                   |                   |                   |                   |                   |                   |                   |                   |                   |                   |                   |                   |
| Milchzahngebiss   |                   |                   |                   |                   |                   |                   |                   |                   |                   |                   |                   |                   |                   |                   |                   |
| oben rechts       | oben rechts       | oben rechts       | oben rechts       | oben rechts       | oben rechts       | oben rechts       | oben rechts       | oben links        | oben links        | oben links        | oben links        | oben links        | oben links        | oben links        | oben links        |
|                   |                   |                   | E                 | D                 | C                 | B                 | A                 | A                 | B                 | C                 | D                 | E                 |                   |                   |                   |
|                   |                   |                   | J                 | I                 | H                 | G                 | F                 | F                 | G                 | H                 | I                 | J                 |                   |                   |                   |
| unten rechts      | unten rechts      | unten rechts      | unten rechts      | unten rechts      | unten rechts      | unten rechts      | unten rechts      | unten links       | unten links       | unten links       | unten links       | unten links       | unten links       | unten links       | unten links       |

(Incisivi, Canini, Prämolaren, Molaren).

#### Zahnschema der US-Marine
Die US-Marine verwendet das Universal numbering system, jedoch mit dem Unterschied, dass die Nummerierung im jeweiligen rechten Kiefer beginnt und nicht „im Kreis herum“ erfolgt. Im Milchgebiss werden in der gleichen Systematik entweder Buchstaben oder römische Zahlen verwendet.
| Bleibendes Gebiss             | Bleibendes Gebiss | Bleibendes Gebiss | Bleibendes Gebiss | Bleibendes Gebiss | Bleibendes Gebiss | Bleibendes Gebiss | Bleibendes Gebiss | Bleibendes Gebiss | Bleibendes Gebiss | Bleibendes Gebiss | Bleibendes Gebiss | Bleibendes Gebiss | Bleibendes Gebiss | Bleibendes Gebiss | Bleibendes Gebiss |
| oben rechts                   | oben rechts       | oben rechts       | oben rechts       | oben rechts       | oben rechts       | oben rechts       | oben rechts       | oben links        | oben links        | oben links        | oben links        | oben links        | oben links        | oben links        | oben links        |
| ----------------------------- | ----------------- | ----------------- | ----------------- | ----------------- | ----------------- | ----------------- | ----------------- | ----------------- | ----------------- | ----------------- | ----------------- | ----------------- | ----------------- | ----------------- | ----------------- |
| 1                             | 2                 | 3                 | 4                 | 5                 | 6                 | 7                 | 8                 | 9                 | 10                | 11                | 12                | 13                | 14                | 15                | 16                |
| 17                            | 18                | 19                | 20                | 21                | 22                | 23                | 24                | 25                | 26                | 27                | 28                | 29                | 30                | 31                | 32                |
| unten rechts                  | unten rechts      | unten rechts      | unten rechts      | unten rechts      | unten rechts      | unten rechts      | unten rechts      | unten links       | unten links       | unten links       | unten links       | unten links       | unten links       | unten links       | unten links       |
|                               |                   |                   |                   |                   |                   |                   |                   |                   |                   |                   |                   |                   |                   |                   |                   |
| Milchzahngebiss               |                   |                   |                   |                   |                   |                   |                   |                   |                   |                   |                   |                   |                   |                   |                   |
| oben rechts                   | oben rechts       | oben rechts       | oben rechts       | oben rechts       | oben rechts       | oben rechts       | oben rechts       | oben links        | oben links        | oben links        | oben links        | oben links        | oben links        | oben links        | oben links        |
|                               |                   |                   | A                 | B                 | C                 | D                 | E                 | F                 | G                 | H                 | I                 | J                 |                   |                   |                   |
|                               |                   |                   | K                 | L                 | M                 | N                 | O                 | P                 | Q                 | R                 | S                 | T                 |                   |                   |                   |
|                               |                   |                   |                   |                   |                   |                   |                   |                   |                   |                   |                   |                   |                   |                   |                   |
| Milchzahngebiss (Alternative) |                   |                   |                   |                   |                   |                   |                   |                   |                   |                   |                   |                   |                   |                   |                   |
| oben rechts                   | oben rechts       | oben rechts       | oben rechts       | oben rechts       | oben rechts       | oben rechts       | oben rechts       | oben links        | oben links        | oben links        | oben links        | oben links        | oben links        | oben links        | oben links        |
|                               |                   |                   | I                 | II                | III               | IV                | V                 | VI                | VII               | VIII              | IX                | X                 |                   |                   |                   |
|                               |                   |                   | XI                | XII               | XIII              | XIV               | XV                | XVI               | XVII              | XVIII             | XIX               | XX                |                   |                   |                   |
| unten rechts                  | unten rechts      | unten rechts      | unten rechts      | unten rechts      | unten rechts      | unten rechts      | unten rechts      | unten links       | unten links       | unten links       | unten links       | unten links       | unten links       | unten links       | unten links       |

(Incisivi, Canini, Prämolaren, Molaren).

### Zahnschema nach Zsigmondy
Dieses Zahnschema wurde 1861 von Adolph Zsigmondy (1816–1880) entwickelt. Es wird auch als Altes deutsches System bezeichnet. Es findet sich noch in älteren Aufzeichnungen in Karteikarten.
Er hat die Zähne durch einen rechten Winkel mit einem waagerechten und einem senkrechten Schenkel ihrem Quadranten zugeordnet, der die Mittellinie und die Kauebene repräsentiert. Die horizontale Linie des Winkels liegt bei den Oberkieferzähnen unter der Ziffer, im Unterkiefer darüber. Der senkrechte Teil des Winkels liegt im ersten und vierten Quadranten rechts von der Ziffer, im zweiten und im dritten links. So bekommt der obere rechte Eckzahn die Kennzeichnung 3, der untere linke erste Prämolar die Kennzeichnung 4. Gesprochen wird: „oben rechts drei“ bzw. „unten links vier“.
Die Milchzähne werden mit römischen Zahlen bezeichnet, so dass der obere linke seitliche Schneidezahn die Kennzeichnung II erhält, der untere rechte zweite Milchmolar die Kennzeichnung V.

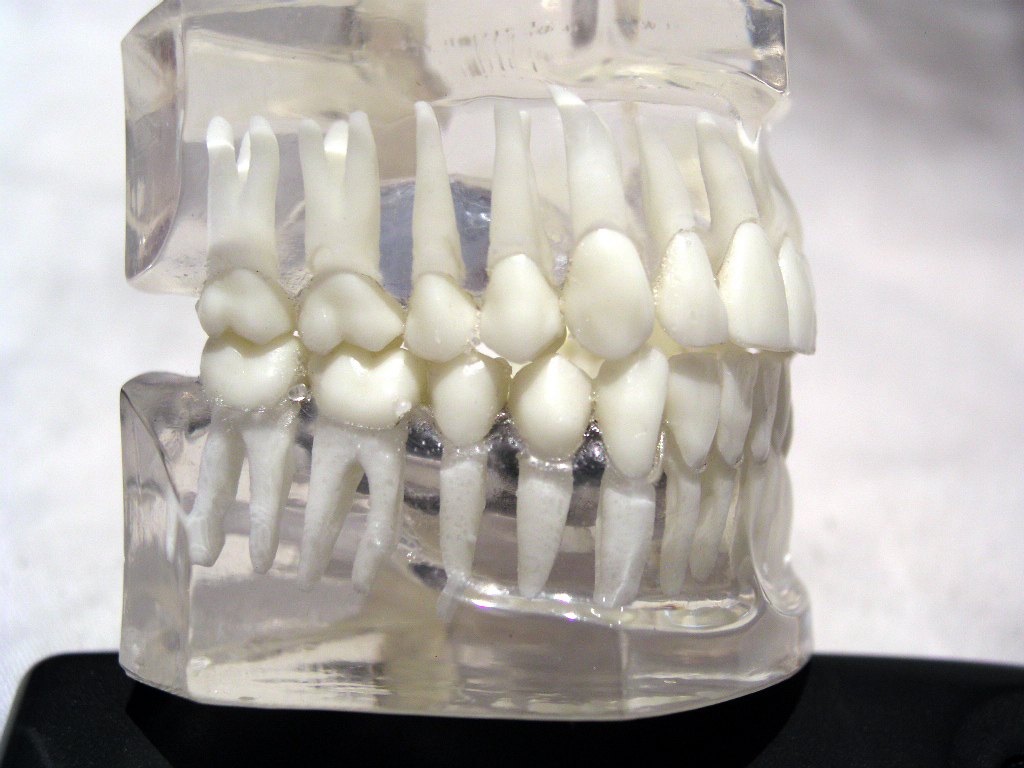
Zahnmodell eines Erwachsenen (ohne Weisheitszähne)
Links oben im Bild Zahn 7
links unten im Bild Zahn 7

Bei einer früheren Variante wurde der Schrägstrich „/“ (für oben) und der umgekehrte Schrägstrich „\“ (für unten) – (slash und backslash) – verwendet, die der Ziffer vorangestellt (für links) oder nachgestellt (für rechts) wurden. So bekam der obere rechte Eckzahn früher die Kennzeichnung 3/, später 3, der untere linke erste Prämolar die Kennzeichnung \4, später 4.
| Bleibendes Gebiss | Bleibendes Gebiss | Bleibendes Gebiss | Bleibendes Gebiss | Bleibendes Gebiss | Bleibendes Gebiss | Bleibendes Gebiss | Bleibendes Gebiss | Bleibendes Gebiss | Bleibendes Gebiss | Bleibendes Gebiss | Bleibendes Gebiss | Bleibendes Gebiss | Bleibendes Gebiss | Bleibendes Gebiss | Bleibendes Gebiss |
| oben rechts       | oben rechts       | oben rechts       | oben rechts       | oben rechts       | oben rechts       | oben rechts       | oben rechts       | oben links        | oben links        | oben links        | oben links        | oben links        | oben links        | oben links        | oben links        |
| ----------------- | ----------------- | ----------------- | ----------------- | ----------------- | ----------------- | ----------------- | ----------------- | ----------------- | ----------------- | ----------------- | ----------------- | ----------------- | ----------------- | ----------------- | ----------------- |
| 8                 | 7                 | 6                 | 5                 | 4                 | 3                 | 2                 | 1                 | 1                 | 2                 | 3                 | 4                 | 5                 | 6                 | 7                 | 8                 |
| 8                 | 7                 | 6                 | 5                 | 4                 | 3                 | 2                 | 1                 | 1                 | 2                 | 3                 | 4                 | 5                 | 6                 | 7                 | 8                 |
| unten rechts      | unten rechts      | unten rechts      | unten rechts      | unten rechts      | unten rechts      | unten rechts      | unten rechts      | unten links       | unten links       | unten links       | unten links       | unten links       | unten links       | unten links       | unten links       |
|                   |                   |                   |                   |                   |                   |                   |                   |                   |                   |                   |                   |                   |                   |                   |                   |
| Milchzahngebiss   |                   |                   |                   |                   |                   |                   |                   |                   |                   |                   |                   |                   |                   |                   |                   |
| oben rechts       | oben rechts       | oben rechts       | oben rechts       | oben rechts       | oben rechts       | oben rechts       | oben rechts       | oben links        | oben links        | oben links        | oben links        | oben links        | oben links        | oben links        | oben links        |
|                   |                   |                   | V                 | IV                | III               | II                | I                 | I                 | II                | III               | IV                | V                 |                   |                   |                   |
|                   |                   |                   | V                 | IV                | III               | II                | I                 | I                 | II                | III               | IV                | V                 |                   |                   |                   |
| unten rechts      | unten rechts      | unten rechts      | unten rechts      | unten rechts      | unten rechts      | unten rechts      | unten rechts      | unten links       | unten links       | unten links       | unten links       | unten links       | unten links       | unten links       | unten links       |

(Incisivi, Canini, Prämolaren, Molaren).

### Zahnschema nach Palmer
Der Zahnarzt Corydon Spencer Palmer (1820–1917, Ohio, USA) hat das Zahnschema nach Zsigmondy für das bleibende Gebiss beibehalten, jedoch im Jahre 1870 für das Milchgebiss abgeändert. Er hat die Milchzähne mit lateinischen Großbuchstaben bezeichnet, um die Verwechslungsgefahr zu reduzieren. In der amerikanischen Schreibweise wird die „1“ ohne Aufwärtsstrich als „I“ geschrieben, wodurch im Zahnschema nach Zsigmondy bei der Zahnangabe I keine Unterscheidung zwischen dem Milchfrontzahn und dem bleibenden Frontzahn möglich war. Der Zahn II wurde fälschlicherweise als 11 gelesen. Deshalb hat Palmer die Milchzähne in jedem Quadranten jeweils von der Mitte aus nach hinten mit den Buchstaben A bis E bezeichnet. Die seitdem nach ihm bezeichnete Palmer Notation wird von Studenten und Zahnärzten im Vereinigten Königreich bevorzugt. Aber auch Kieferorthopäden und Kieferchirurgen in den USA verwenden bevorzugt die Palmer Notation.

Palmer Notation: rechter unterer mittlerer Milchschneidezahn

| Bleibendes Gebiss | Bleibendes Gebiss | Bleibendes Gebiss | Bleibendes Gebiss | Bleibendes Gebiss | Bleibendes Gebiss | Bleibendes Gebiss | Bleibendes Gebiss | Bleibendes Gebiss | Bleibendes Gebiss | Bleibendes Gebiss | Bleibendes Gebiss | Bleibendes Gebiss | Bleibendes Gebiss | Bleibendes Gebiss | Bleibendes Gebiss |
| oben rechts       | oben rechts       | oben rechts       | oben rechts       | oben rechts       | oben rechts       | oben rechts       | oben rechts       | oben links        | oben links        | oben links        | oben links        | oben links        | oben links        | oben links        | oben links        |
| ----------------- | ----------------- | ----------------- | ----------------- | ----------------- | ----------------- | ----------------- | ----------------- | ----------------- | ----------------- | ----------------- | ----------------- | ----------------- | ----------------- | ----------------- | ----------------- |
| 8                 | 7                 | 6                 | 5                 | 4                 | 3                 | 2                 | 1                 | 1                 | 2                 | 3                 | 4                 | 5                 | 6                 | 7                 | 8                 |
| 8                 | 7                 | 6                 | 5                 | 4                 | 3                 | 2                 | 1                 | 1                 | 2                 | 3                 | 4                 | 5                 | 6                 | 7                 | 8                 |
| unten rechts      | unten rechts      | unten rechts      | unten rechts      | unten rechts      | unten rechts      | unten rechts      | unten rechts      | unten links       | unten links       | unten links       | unten links       | unten links       | unten links       | unten links       | unten links       |
|                   |                   |                   |                   |                   |                   |                   |                   |                   |                   |                   |                   |                   |                   |                   |                   |
| Milchzahngebiss   |                   |                   |                   |                   |                   |                   |                   |                   |                   |                   |                   |                   |                   |                   |                   |
| oben rechts       | oben rechts       | oben rechts       | oben rechts       | oben rechts       | oben rechts       | oben rechts       | oben rechts       | oben links        | oben links        | oben links        | oben links        | oben links        | oben links        | oben links        | oben links        |
|                   |                   |                   | E                 | D                 | C                 | B                 | A                 | A                 | B                 | C                 | D                 | E                 |                   |                   |                   |
|                   |                   |                   | E                 | D                 | C                 | B                 | A                 | A                 | B                 | C                 | D                 | E                 |                   |                   |                   |
| unten rechts      | unten rechts      | unten rechts      | unten rechts      | unten rechts      | unten rechts      | unten rechts      | unten rechts      | unten links       | unten links       | unten links       | unten links       | unten links       | unten links       | unten links       | unten links       |

(Incisivi, Canini, Prämolaren, Molaren).

### Zahnschemata im Vergleich
Nachfolgend sind die gebräuchlichsten Zahnschemata im Vergleich dargestellt. Die Zahnbezeichnungen überzähliger Zähne werden nur bei Bedarf zusätzlich angegeben.

#### Bleibendes Gebiss
| FDI-Zahnschema            | rechts | rechts | rechts | rechts | rechts | rechts | rechts | rechts | links | links | links | links | links | links | links | links |
| ------------------------- | ------ | ------ | ------ | ------ | ------ | ------ | ------ | ------ | ----- | ----- | ----- | ----- | ----- | ----- | ----- | ----- |
| Oberkiefer                | 18     | 17     | 16     | 15     | 14     | 13     | 12     | 11     | 21    | 22    | 23    | 24    | 25    | 26    | 27    | 28    |
| Unterkiefer               | 48     | 47     | 46     | 45     | 44     | 43     | 42     | 41     | 31    | 32    | 33    | 34    | 35    | 36    | 37    | 38    |
|                           |        |        |        |        |        |        |        |        |       |       |       |       |       |       |       |       |
| Amerikanisches Zahnschema | rechts | rechts | rechts | rechts | rechts | rechts | rechts | rechts | links | links | links | links | links | links | links | links |
| Oberkiefer                | 1      | 2      | 3      | 4      | 5      | 6      | 7      | 8      | 9     | 10    | 11    | 12    | 13    | 14    | 15    | 16    |
| Unterkiefer               | 32     | 31     | 30     | 29     | 28     | 27     | 26     | 25     | 24    | 23    | 22    | 21    | 20    | 19    | 18    | 17    |
|                           |        |        |        |        |        |        |        |        |       |       |       |       |       |       |       |       |
| Palmer-Zahnschema         | rechts | rechts | rechts | rechts | rechts | rechts | rechts | rechts | links | links | links | links | links | links | links | links |
| Oberkiefer                | 8      | 7      | 6      | 5      | 4      | 3      | 2      | 1      | 1     | 2     | 3     | 4     | 5     | 6     | 7     | 8     |
| Unterkiefer               | 8      | 7      | 6      | 5      | 4      | 3      | 2      | 1      | 1     | 2     | 3     | 4     | 5     | 6     | 7     | 8     |

(Incisivi, Canini, Prämolaren, Molaren).

#### Milchzahngebiss

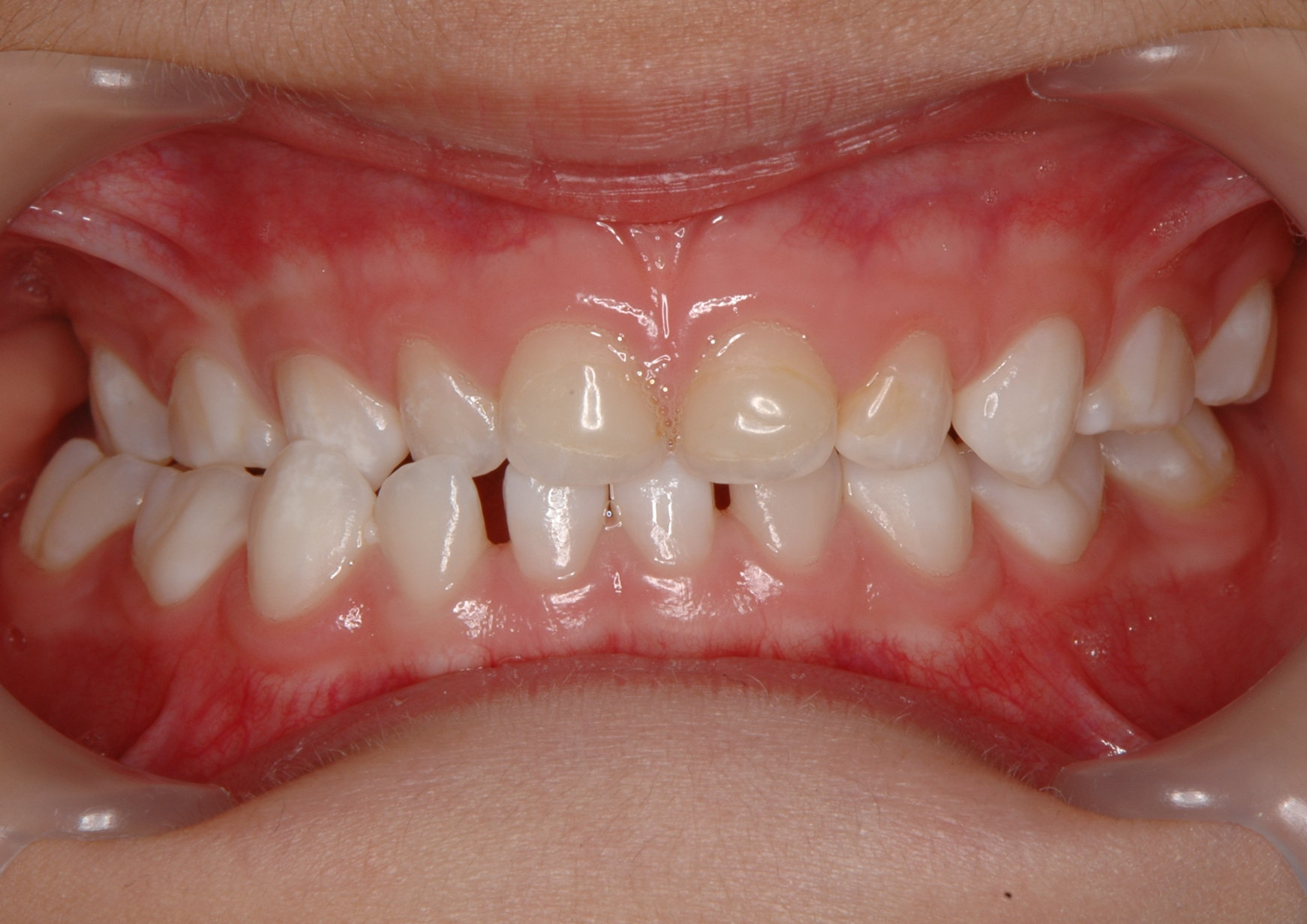
Rechts – Milchzahngebiss – Links

| FDI-Zahnschema            | rechts | rechts | rechts | rechts | rechts | links | links | links | links | links |
| ------------------------- | ------ | ------ | ------ | ------ | ------ | ----- | ----- | ----- | ----- | ----- |
| Oberkiefer                | 55     | 54     | 53     | 52     | 51     | 61    | 62    | 63    | 64    | 65    |
| Unterkiefer               | 85     | 84     | 83     | 82     | 81     | 71    | 72    | 73    | 74    | 75    |
|                           |        |        |        |        |        |       |       |       |       |       |
| Amerikanisches Zahnschema | rechts | rechts | rechts | rechts | rechts | links | links | links | links | links |
| Oberkiefer                | A      | B      | C      | D      | E      | F     | G     | H     | I     | J     |
| Unterkiefer               | T      | S      | R      | Q      | P      | O     | N     | M     | L     | K     |
|                           |        |        |        |        |        |       |       |       |       |       |
| Alternatives Zahnschema   | rechts | rechts | rechts | rechts | rechts | links | links | links | links | links |
| Oberkiefer                | 1d     | 2d     | 3d     | 4d     | 5d     | 6d    | 7d    | 8d    | 9d    | 10d   |
| Unterkiefer               | 20d    | 19d    | 18d    | 17d    | 16d    | 15d   | 14d   | 13d   | 12d   | 11d   |
|                           |        |        |        |        |        |       |       |       |       |       |
| Palmer-Zahnschema         | rechts | rechts | rechts | rechts | rechts | links | links | links | links | links |
| Oberkiefer                | E      | D      | C      | B      | A      | A     | B     | C     | D     | E     |
| Unterkiefer               | E      | D      | C      | B      | A      | A     | B     | C     | D     | E     |

(Incisivi, Canini, Prämolaren, Molaren).

#### Verwechslungsgefahr
Es besteht bei internationaler Verwendung von Zahnbezeichnungen, beispielsweise bei einer Überweisung eines Patienten, eine Verwechslungsgefahr mit dem FDI-Zahnschema. Beispielsweise bezeichnet ein Zahnarzt, der das amerikanische System benutzt, den zweiten Molar der linken Oberkieferhälfte mit „15“ (fifteen – fünfzehn). Ein Zahnarzt, der das internationale System verwendet, liest die Bezeichnung nach FDI als Zahn eins-fünf, demnach als den oberen rechten Prämolaren, den fünften Zahn des ersten Quadranten, obwohl nach FDI-Zahnschema der Zahn 27 (zwei-sieben) gemeint war.

## Ungebräuchliche Zahnschemata
Insbesondere in älterer Fachliteratur findet man früher gebräuchliche Zahnschemata, die nachfolgend beschrieben werden.

### Zahnschema nach Haderup

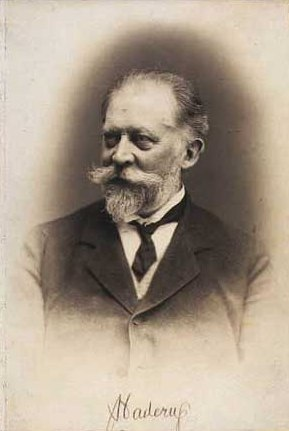
Victor Haderup

Im Zahnschema nach dem dänischen Zahnarzt Victor Haderup (1845–1913), der es 1887 entwickelt hatte, werden die Zähne durch ein Pluszeichen im Oberkiefer und ein Minuszeichen im Unterkiefer ihrem Quadranten zugeordnet. Es wird auch als das Skandinavische System, beziehungsweise als das Dänische System bezeichnet. Es ist in älteren Aufzeichnungen zu finden, wird aber in Dänemark und in der Schweiz auch heute noch verwendet. Die Plus- und Minuszeichen sind jeweils zur Mittellinie hin angeordnet, das heißt, sie sind im ersten und vierten Quadranten der Ziffer nachgestellt, im zweiten und im dritten vorangestellt. So bekommt der obere rechte Eckzahn die Kennzeichnung „3+“, der untere linke erste Prämolar die Kennzeichnung „–4“. Gesprochen wird: „oben rechts drei“ bzw. „unten links vier“.
Bei den Milchzähnen wird den Ziffern eine „0“ vorangestellt, so dass der obere linke seitliche Milchschneidezahn die Kennzeichnung „+02“ erhält, der untere rechte zweite Milchmolar die Kennzeichnung „05–“. Es gab zuvor die Variante, Milchzähnen statt der „0“ ein „l“ (für lat.: lacteus, milchig) voranzustellen.

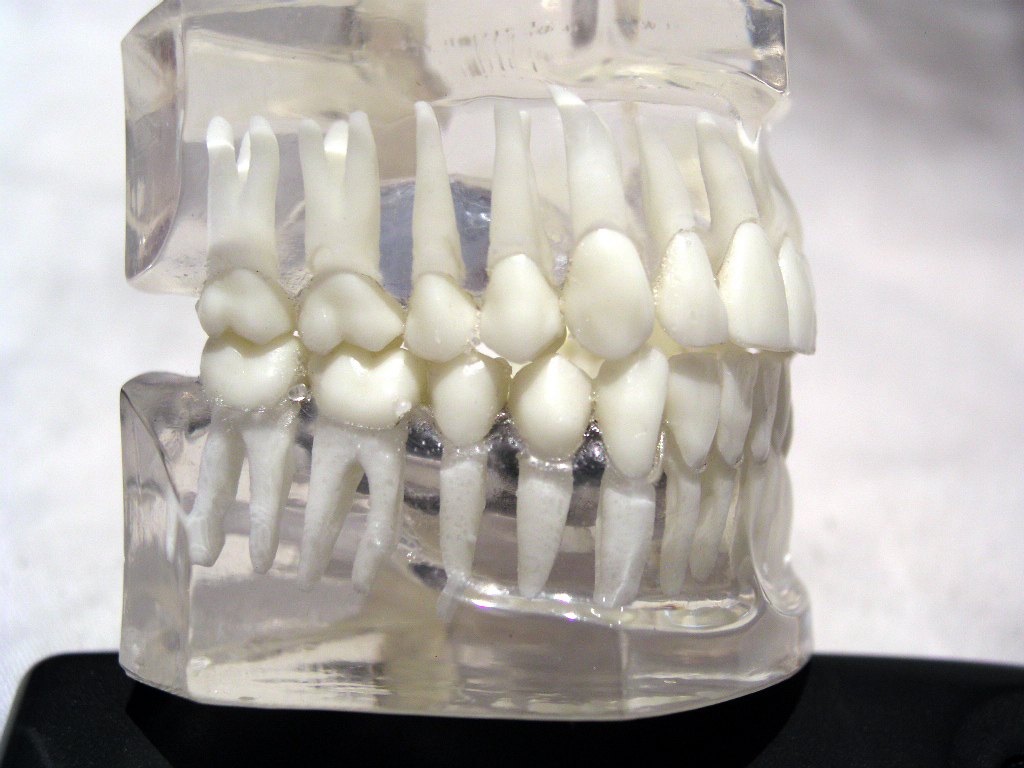
Zahnmodell eines Erwachsenen (ohne Weisheitszähne)
Links oben im Bild Zahn 7+
links unten im Bild Zahn 7–

| Bleibendes Gebiss             | Bleibendes Gebiss | Bleibendes Gebiss | Bleibendes Gebiss | Bleibendes Gebiss | Bleibendes Gebiss | Bleibendes Gebiss | Bleibendes Gebiss | Bleibendes Gebiss | Bleibendes Gebiss | Bleibendes Gebiss | Bleibendes Gebiss | Bleibendes Gebiss | Bleibendes Gebiss | Bleibendes Gebiss | Bleibendes Gebiss |
| oben rechts                   | oben rechts       | oben rechts       | oben rechts       | oben rechts       | oben rechts       | oben rechts       | oben rechts       | oben links        | oben links        | oben links        | oben links        | oben links        | oben links        | oben links        | oben links        |
| ----------------------------- | ----------------- | ----------------- | ----------------- | ----------------- | ----------------- | ----------------- | ----------------- | ----------------- | ----------------- | ----------------- | ----------------- | ----------------- | ----------------- | ----------------- | ----------------- |
| 8+                            | 7+                | 6+                | 5+                | 4+                | 3+                | 2+                | 1+                | +1                | +2                | +3                | +4                | +5                | +6                | +7                | +8                |
| 8−                            | 7−                | 6−                | 5−                | 4−                | 3−                | 2−                | 1−                | −1                | −2                | −3                | −4                | −5                | −6                | −7                | −8                |
| unten rechts                  | unten rechts      | unten rechts      | unten rechts      | unten rechts      | unten rechts      | unten rechts      | unten rechts      | unten links       | unten links       | unten links       | unten links       | unten links       | unten links       | unten links       | unten links       |
|                               |                   |                   |                   |                   |                   |                   |                   |                   |                   |                   |                   |                   |                   |                   |                   |
| Milchzahngebiss               |                   |                   |                   |                   |                   |                   |                   |                   |                   |                   |                   |                   |                   |                   |                   |
| oben rechts                   | oben rechts       | oben rechts       | oben rechts       | oben rechts       | oben rechts       | oben rechts       | oben rechts       | oben links        | oben links        | oben links        | oben links        | oben links        | oben links        | oben links        | oben links        |
|                               |                   |                   | 05+               | 04+               | 03+               | 02+               | 01+               | +01               | +02               | +03               | +04               | +05               |                   |                   |                   |
|                               |                   |                   | 05−               | 04−               | 03−               | 02−               | 01−               | −01               | −02               | −03               | −04               | −05               |                   |                   |                   |
| unten rechts                  | unten rechts      | unten rechts      | unten rechts      | unten rechts      | unten rechts      | unten rechts      | unten rechts      | unten links       | unten links       | unten links       | unten links       | unten links       | unten links       | unten links       | unten links       |
|                               |                   |                   |                   |                   |                   |                   |                   |                   |                   |                   |                   |                   |                   |                   |                   |
| Milchzahngebiss (Alternative) |                   |                   |                   |                   |                   |                   |                   |                   |                   |                   |                   |                   |                   |                   |                   |
| oben rechts                   | oben rechts       | oben rechts       | oben rechts       | oben rechts       | oben rechts       | oben rechts       | oben rechts       | oben links        | oben links        | oben links        | oben links        | oben links        | oben links        | oben links        | oben links        |
|                               |                   |                   | V+                | IV+               | III+              | II+               | I+                | +I                | +II               | +III              | +IV               | +V                |                   |                   |                   |
|                               |                   |                   | V−                | IV−               | III−              | II−               | I−                | −I                | −II               | −III              | −IV               | −V                |                   |                   |                   |
| unten rechts                  | unten rechts      | unten rechts      | unten rechts      | unten rechts      | unten rechts      | unten rechts      | unten rechts      | unten links       | unten links       | unten links       | unten links       | unten links       | unten links       | unten links       | unten links       |

(Incisivi, Canini, Prämolaren, Molaren).

### Das französische Zahnschema
Im französischen Zahnschema (franz.: Numérotation de la denture humaine) wurde früher eine Kombination aus Buchstaben und arabischen bzw. römischen Ziffern verwendet. Dabei steht „D“ für droite (franz. rechts) und „G“ für gauche (links). Die Großbuchstaben werden für den Oberkiefer, die Kleinbuchstaben für den Unterkiefer verwendet. Die arabischen Ziffern bezeichnen bleibende Zähne und die römischen Ziffern die Milchzähne.
| Bleibendes Gebiss | Bleibendes Gebiss | Bleibendes Gebiss | Bleibendes Gebiss | Bleibendes Gebiss | Bleibendes Gebiss | Bleibendes Gebiss | Bleibendes Gebiss | Bleibendes Gebiss | Bleibendes Gebiss | Bleibendes Gebiss | Bleibendes Gebiss | Bleibendes Gebiss | Bleibendes Gebiss | Bleibendes Gebiss | Bleibendes Gebiss |
| oben rechts       | oben rechts       | oben rechts       | oben rechts       | oben rechts       | oben rechts       | oben rechts       | oben rechts       | oben links        | oben links        | oben links        | oben links        | oben links        | oben links        | oben links        | oben links        |
| ----------------- | ----------------- | ----------------- | ----------------- | ----------------- | ----------------- | ----------------- | ----------------- | ----------------- | ----------------- | ----------------- | ----------------- | ----------------- | ----------------- | ----------------- | ----------------- |
| D8                | D7                | D6                | D5                | D4                | D3                | D2                | D1                | G1                | G2                | G3                | G4                | G5                | G6                | G7                | G8                |
| d8                | d7                | d6                | d5                | d4                | d3                | d2                | d1                | g1                | g2                | g3                | g4                | g5                | g6                | g7                | g8                |
| unten rechts      | unten rechts      | unten rechts      | unten rechts      | unten rechts      | unten rechts      | unten rechts      | unten rechts      | unten links       | unten links       | unten links       | unten links       | unten links       | unten links       | unten links       | unten links       |
|                   |                   |                   |                   |                   |                   |                   |                   |                   |                   |                   |                   |                   |                   |                   |                   |
| Milchzahngebiss   |                   |                   |                   |                   |                   |                   |                   |                   |                   |                   |                   |                   |                   |                   |                   |
| oben rechts       | oben rechts       | oben rechts       | oben rechts       | oben rechts       | oben rechts       | oben rechts       | oben rechts       | oben links        | oben links        | oben links        | oben links        | oben links        | oben links        | oben links        | oben links        |
|                   |                   |                   | DV                | DIV               | DIII              | DII               | DI                | GI                | GII               | GIII              | GIV               | GV                |                   |                   |                   |
|                   |                   |                   | dV                | dIV               | dIII              | dII               | dI                | gI                | gII               | gIII              | gIV               | gV                |                   |                   |                   |
| unten rechts      | unten rechts      | unten rechts      | unten rechts      | unten rechts      | unten rechts      | unten rechts      | unten rechts      | unten links       | unten links       | unten links       | unten links       | unten links       | unten links       | unten links       | unten links       |

(Incisivi, Canini, Prämolaren, Molaren).

### Zahnschema nach Bosworth
Der US-Amerikaner Bosworth entwickelte eine eigene Zahnschemasystematik. Er verzichtet auf Quadrantenbezichnungen und nummeriert die Zähne des Oberkiefers jeweils von der Mitte aus nach distal (hinten) von 1 bis 8. Im Unterkiefer verwendet er jeweils von der Mitte aus die Buchstaben A bis H. Milchzähnen wird dabei ein „D“ (für deciduous teeth, Milchzähne) vorangestellt.
| Bleibendes Gebiss | Bleibendes Gebiss | Bleibendes Gebiss | Bleibendes Gebiss | Bleibendes Gebiss | Bleibendes Gebiss | Bleibendes Gebiss | Bleibendes Gebiss | Bleibendes Gebiss | Bleibendes Gebiss | Bleibendes Gebiss | Bleibendes Gebiss | Bleibendes Gebiss | Bleibendes Gebiss | Bleibendes Gebiss | Bleibendes Gebiss |
| oben rechts       | oben rechts       | oben rechts       | oben rechts       | oben rechts       | oben rechts       | oben rechts       | oben rechts       | oben links        | oben links        | oben links        | oben links        | oben links        | oben links        | oben links        | oben links        |
| ----------------- | ----------------- | ----------------- | ----------------- | ----------------- | ----------------- | ----------------- | ----------------- | ----------------- | ----------------- | ----------------- | ----------------- | ----------------- | ----------------- | ----------------- | ----------------- |
| 8                 | 7                 | 6                 | 5                 | 4                 | 3                 | 2                 | 1                 | 1                 | 2                 | 3                 | 4                 | 5                 | 6                 | 7                 | 8                 |
| H                 | G                 | F                 | E                 | D                 | C                 | B                 | A                 | A                 | B                 | C                 | D                 | E                 | F                 | G                 | H                 |
| unten rechts      | unten rechts      | unten rechts      | unten rechts      | unten rechts      | unten rechts      | unten rechts      | unten rechts      | unten links       | unten links       | unten links       | unten links       | unten links       | unten links       | unten links       | unten links       |
|                   |                   |                   |                   |                   |                   |                   |                   |                   |                   |                   |                   |                   |                   |                   |                   |
| Milchzahngebiss   |                   |                   |                   |                   |                   |                   |                   |                   |                   |                   |                   |                   |                   |                   |                   |
| oben rechts       | oben rechts       | oben rechts       | oben rechts       | oben rechts       | oben rechts       | oben rechts       | oben rechts       | oben links        | oben links        | oben links        | oben links        | oben links        | oben links        | oben links        | oben links        |
|                   |                   |                   | D5                | D4                | D3                | D2                | D1                | D1                | D2                | D3                | D4                | D5                |                   |                   |                   |
|                   |                   |                   | DE                | DD                | DC                | DB                | DA                | DA                | DB                | DC                | DD                | DE                |                   |                   |                   |
| unten rechts      | unten rechts      | unten rechts      | unten rechts      | unten rechts      | unten rechts      | unten rechts      | unten rechts      | unten links       | unten links       | unten links       | unten links       | unten links       | unten links       | unten links       | unten links       |

(Incisivi, Canini, Prämolaren, Molaren).

### Zahnschema nach Hillischer
Der Wiener Zahnarzt Hermann Theodor Hillischer (1850–1926) veröffentlichte 1885 ein Zahnschema, das die Kennzeichnung der Quadranten mittels Punkten und Unter- und Oberstrichen vornahm. Die Zahnangaben wurden durch ein Komma getrennt. Beispielsweise wurde im rechten oberen Quadranten der Punkt rechts der Ziffer des Zahns angebracht, im linken oberen Quadranten links von der Ziffer. Die Bezeichnung erfolgte oberhalb eines Striches, um den Zahn als dem Oberkiefer zugehörig zu kennzeichnen. Im Unterkiefer steht die Zahnangabe unterhalb eines Striches. Bei Milchzähnen wird statt des Punkts ein Doppelpunkt rechts oder links vom Zahn platziert. Zur Kennzeichnung der Milchmolaren werden jedoch die Zahnnummerierungen der bleibenden Zähne verwendet. Befunde werden dem jeweiligen Zahn mit Buchstaben in Klammern, die Abkürzungen für die Zahnflächen darstellen, zugeordnet. Beispielsweise wird der Befund eines bleibenden, oberen, rechten ersten Molars mit einer mesialen (m), coronalen (c) und distalen (d) Karies wie folgt erfasst:
| 6•(mcd), |

| Bleibendes Gebiss | Bleibendes Gebiss | Bleibendes Gebiss | Bleibendes Gebiss | Bleibendes Gebiss | Bleibendes Gebiss | Bleibendes Gebiss | Bleibendes Gebiss | Bleibendes Gebiss | Bleibendes Gebiss | Bleibendes Gebiss | Bleibendes Gebiss | Bleibendes Gebiss | Bleibendes Gebiss | Bleibendes Gebiss | Bleibendes Gebiss |
| oben rechts       | oben rechts       | oben rechts       | oben rechts       | oben rechts       | oben rechts       | oben rechts       | oben rechts       | oben links        | oben links        | oben links        | oben links        | oben links        | oben links        | oben links        | oben links        |
| ----------------- | ----------------- | ----------------- | ----------------- | ----------------- | ----------------- | ----------------- | ----------------- | ----------------- | ----------------- | ----------------- | ----------------- | ----------------- | ----------------- | ----------------- | ----------------- |
| 8 •,              | 7 •,              | 6 •,              | 5 •,              | 4 •,              | 3 •,              | 2 •,              | 1 •,              | • 1,              | • 2,              | • 3,              | • 4,              | • 5,              | • 6,              | • 7,              | • 8               |
| 8 •,              | 7 •,              | 6 •,              | 5 •,              | 4 •,              | 3 •,              | 2 •,              | 1 •,              | • 1,              | • 2,              | • 3,              | • 4,              | • 5,              | • 6,              | • 7,              | • 8               |
| unten rechts      | unten rechts      | unten rechts      | unten rechts      | unten rechts      | unten rechts      | unten rechts      | unten rechts      | unten links       | unten links       | unten links       | unten links       | unten links       | unten links       | unten links       | unten links       |
|                   |                   |                   |                   |                   |                   |                   |                   |                   |                   |                   |                   |                   |                   |                   |                   |
| Milchzahngebiss   |                   |                   |                   |                   |                   |                   |                   |                   |                   |                   |                   |                   |                   |                   |                   |
| oben rechts       | oben rechts       | oben rechts       | oben rechts       | oben rechts       | oben rechts       | oben rechts       | oben rechts       | oben links        | oben links        | oben links        | oben links        | oben links        | oben links        | oben links        | oben links        |
|                   |                   |                   | : 7,              | : 6,              | : 3,              | : 2,              | : 1,              | : 1,              | : 2,              | : 3,              | : 6,              | : 7               |                   |                   |                   |
|                   |                   |                   | 7 :,              | 6 :,              | 3 :,              | 2 :,              | 1 :,              | : 1,              | : 2,              | : 3,              | : 6,              | : 7               |                   |                   |                   |
| unten rechts      | unten rechts      | unten rechts      | unten rechts      | unten rechts      | unten rechts      | unten rechts      | unten rechts      | unten links       | unten links       | unten links       | unten links       | unten links       | unten links       | unten links       | unten links       |

(Incisivi, Canini, Prämolaren, Molaren).

### Zahnschema nach Dubois
Der französische Zahnarzt Paul Dubois entwickelte 1890 ein Zahnschema, das die Zähne des rechten Kieferquadranten mit geraden und die Zähne des linken Kieferquadranten mit ungeraden Zahlen bezeichnete. Um die Oberkieferzähne von den Unterkieferzähnen zu unterscheiden, erhielten die Unterkieferzahnangaben einen Unterstrich.
| Bleibendes Gebiss | Bleibendes Gebiss | Bleibendes Gebiss | Bleibendes Gebiss | Bleibendes Gebiss | Bleibendes Gebiss | Bleibendes Gebiss | Bleibendes Gebiss | Bleibendes Gebiss | Bleibendes Gebiss | Bleibendes Gebiss | Bleibendes Gebiss | Bleibendes Gebiss | Bleibendes Gebiss | Bleibendes Gebiss | Bleibendes Gebiss |
| oben rechts       | oben rechts       | oben rechts       | oben rechts       | oben rechts       | oben rechts       | oben rechts       | oben rechts       | oben links        | oben links        | oben links        | oben links        | oben links        | oben links        | oben links        | oben links        |
| ----------------- | ----------------- | ----------------- | ----------------- | ----------------- | ----------------- | ----------------- | ----------------- | ----------------- | ----------------- | ----------------- | ----------------- | ----------------- | ----------------- | ----------------- | ----------------- |
| 16                | 14                | 12                | 10                | 8                 | 6                 | 4                 | 2                 | 1                 | 3                 | 5                 | 7                 | 9                 | 11                | 13                | 15                |
| 16                | 14                | 12                | 10                | 8                 | 6                 | 4                 | 2                 | 1                 | 3                 | 5                 | 7                 | 9                 | 11                | 13                | 15                |
| unten rechts      | unten rechts      | unten rechts      | unten rechts      | unten rechts      | unten rechts      | unten rechts      | unten rechts      | unten links       | unten links       | unten links       | unten links       | unten links       | unten links       | unten links       | unten links       |

(Incisivi, Canini, Prämolaren, Molaren).

### Zahnschema nach Sarjeev
Der indische Zahnarzt Sonkurla S. Sarjeev versucht sich an einem neuartigen Zahnschema, um überzählige Zähne besser darstellen zu können. Er benennt die Quadranten mit Kleinbuchstaben aus dem griechischen Alphabet. Der untere bleibende rechte Eckzahn heißt dabei „Delta-drei“, der untere rechte Milcheckzahn „Eta-drei“. 3,1 % der Männer und 2,6 % der Frauen haben überzählige Zähne. Die Inzidenz variiert je nach Literatur zwischen 0,45 % und 3 %, wobei der größte Anteil (80 %) auf den Mesiodens entfällt, einem überzähligen, mittigen Frontzahn, gefolgt von vierten Molaren. Die Zahnangaben der überzähligen Zähne im System nach Sarjeev sind jedoch nicht eindeutig.
| Bleibendes Gebiss | Milchzahngebiss |
| ----------------- | --------------- |
| α Alpha           | π Pi            |
| β Beta            | ε Epsilon       |
| γ Gamma           | λ Lambda        |
| δ Delta           | η Eta           |

| Bleibendes Gebiss | Bleibendes Gebiss | Bleibendes Gebiss | Bleibendes Gebiss | Bleibendes Gebiss | Bleibendes Gebiss | Bleibendes Gebiss | Bleibendes Gebiss | Bleibendes Gebiss | Bleibendes Gebiss | Bleibendes Gebiss | Bleibendes Gebiss | Bleibendes Gebiss | Bleibendes Gebiss | Bleibendes Gebiss | Bleibendes Gebiss |
| oben rechts (α)   | oben rechts (α)   | oben rechts (α)   | oben rechts (α)   | oben rechts (α)   | oben rechts (α)   | oben rechts (α)   | oben rechts (α)   | oben links (β)    | oben links (β)    | oben links (β)    | oben links (β)    | oben links (β)    | oben links (β)    | oben links (β)    | oben links (β)    |
| ----------------- | ----------------- | ----------------- | ----------------- | ----------------- | ----------------- | ----------------- | ----------------- | ----------------- | ----------------- | ----------------- | ----------------- | ----------------- | ----------------- | ----------------- | ----------------- |
| α8                | α7                | α6                | α5                | α4                | α3                | α2                | α1                | β1                | β2                | β3                | β4                | β5                | β6                | β7                | β8                |
| δ8                | δ7                | δ6                | δ5                | δ4                | δ3                | δ2                | δ1                | γ1                | γ2                | γ3                | γ4                | γ5                | γ6                | γ7                | γ8                |
| unten rechts (δ)  | unten rechts (δ)  | unten rechts (δ)  | unten rechts (δ)  | unten rechts (δ)  | unten rechts (δ)  | unten rechts (δ)  | unten rechts (δ)  | unten links (γ)   | unten links (γ)   | unten links (γ)   | unten links (γ)   | unten links (γ)   | unten links (γ)   | unten links (γ)   | unten links (γ)   |
|                   |                   |                   |                   |                   |                   |                   |                   |                   |                   |                   |                   |                   |                   |                   |                   |
| Milchzahngebiss   |                   |                   |                   |                   |                   |                   |                   |                   |                   |                   |                   |                   |                   |                   |                   |
| oben rechts (π)   | oben rechts (π)   | oben rechts (π)   | oben rechts (π)   | oben rechts (π)   | oben rechts (π)   | oben rechts (π)   | oben rechts (π)   | oben links (ε)    | oben links (ε)    | oben links (ε)    | oben links (ε)    | oben links (ε)    | oben links (ε)    | oben links (ε)    | oben links (ε)    |
|                   |                   |                   | π5                | π4                | π3                | π2                | π1                | ε1                | ε2                | ε3                | ε4                | ε5                |                   |                   |                   |
|                   |                   |                   | η5                | η4                | η3                | η2                | η1                | λ1                | λ2                | λ3                | λ4                | λ5                |                   |                   |                   |
| unten rechts (η)  | unten rechts (η)  | unten rechts (η)  | unten rechts (η)  | unten rechts (η)  | unten rechts (η)  | unten rechts (η)  | unten rechts (η)  | unten links (λ)   | unten links (λ)   | unten links (λ)   | unten links (λ)   | unten links (λ)   | unten links (λ)   | unten links (λ)   | unten links (λ)   |

(Incisivi, Canini, Prämolaren, Molaren).

### Das lateinische Zahnschema

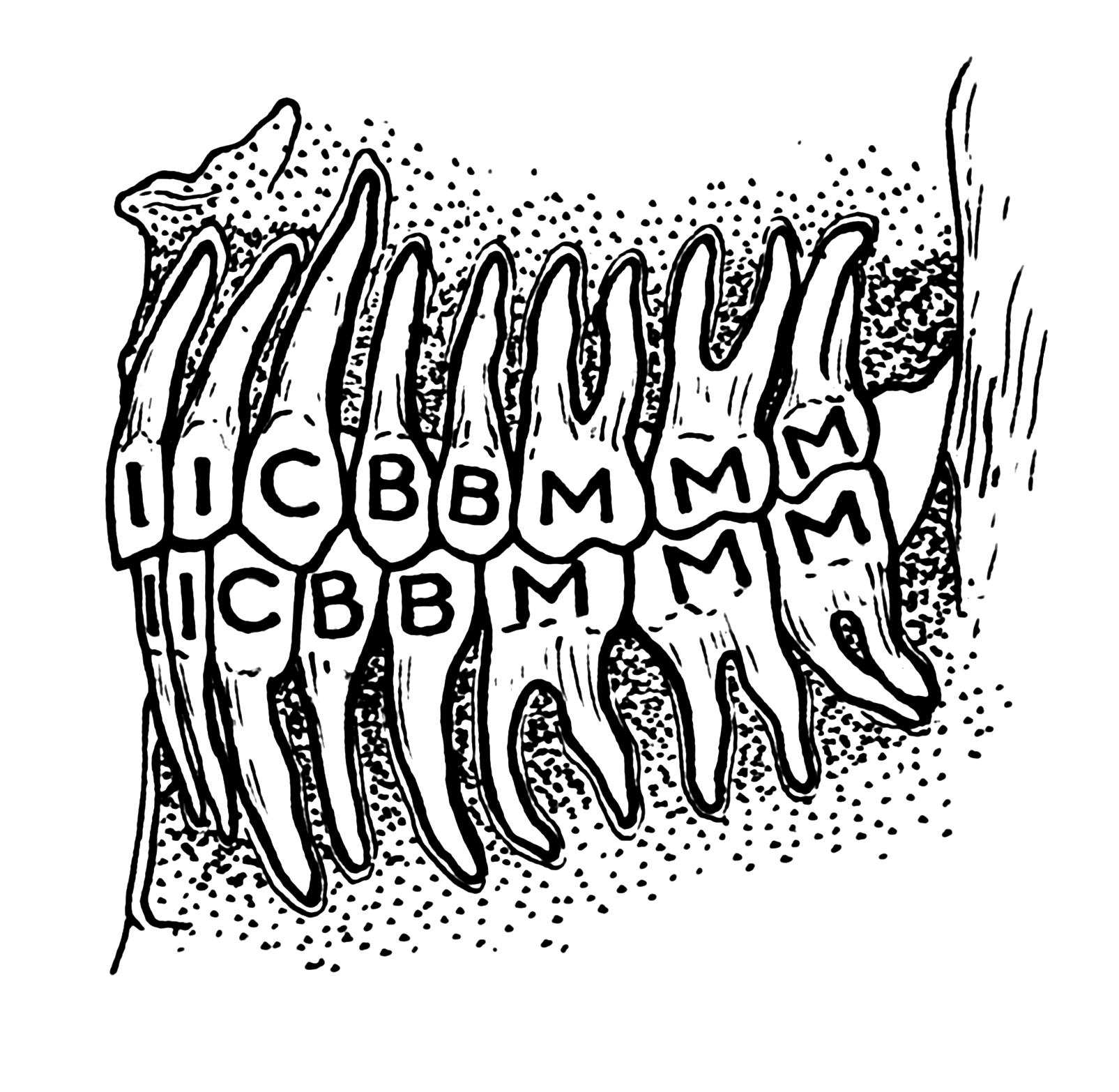
Lateinisches Zahnschema (B = P)

Das lateinische Zahnschema wurde 1870 vom Salzburger Zahnarzt Eduard Mühlreiter (1839–1917) entwickelt und besteht aus den Anfangsbuchstaben der lateinischen Bezeichnung der Zähne. Die bleibenden Zähne wurden mit Groß-, die Milchzähne mit Kleinbuchstaben bezeichnet und jeweils durchnummeriert. Die Bezeichnung war jedoch nur aus dem gesamten Zahnschema ersichtlich, weil beispielsweise die Bezeichnung M1 nicht ausgedrückt hat, um welchen ersten Molar (Oberkiefer oder Unterkiefer, rechts oder links) es sich handelt.
| Bleibendes Gebiss      | Bleibendes Gebiss      |
| ---------------------- | ---------------------- |
| M3 M2 M1 P2 P1 C I2 I1 | I1 I2 C P1 P2 M1 M2 M3 |
| M3 M2 M1 P2 P1 C I2 I1 | I1 I2 C P1 P2 M1 M2 M3 |
|                        |                        |
| Milchzahngebiss        |                        |
| m2 m1 c i2 i1          | i1 i2 c m1 m2          |
| m2 m1 c i2 i1          | i1 i2 c m1 m2          |

(I – Incisivi, C – Canini, P – Prämolaren, M – Molaren).

### MICAP-Zahnschema
Eine Neuentwicklung des Jahres 2011 ist das MICAP-Zahnschema. Es ähnelt eher einer Zahnformel, wie sie bereits im 19. Jahrhundert für vergleichende anatomische Studien in der zahnärztlichen Fachliteratur in Deutschland gebräuchlich war und vom Leiter der Würzburger Zahnklinik Jakob Berten (1855–1934) gelehrt und 1888 publiziert wurde. Die Abkürzung steht für die ersten Buchstaben der lateinischen Zahnbezeichnungen, unterbrochen vom Initial des malaysischen Zahnarztes Ashfaq Akram und seines Entwicklerteams, demnach Molar, Incisor, Caninus, Akram, Prämolar. Die Zähne selbst werden als ANAASEA-Buchstaben bezeichnet, die als Abkürzungen für die englischen Kontinentbezeichnungen Asia, North America, South America, Europe und Africa stehen, mit der Bedeutung, dass alle Menschen dieser Kontinente die gleichen Zahntypen aufweisen. Beispielsweise stehen In den vier Ecken des „I“ (Incisor, Schneidezahn) die Nummerierungen der beiden Schneidezähne, demnach im linken oberen Eck die beiden rechten oberen Schneidezähne, im rechten oberen Eck die beiden linken oberen Schneidezähne, im rechten unteren Eck die beiden unteren linken Schneidezähne und im linken unteren Eck die beiden unteren rechten Schneidezähne. Analog werden die Eckzähne (C), die beiden Prämolaren (P) und die drei Molaren (M) jeweils von der Mitte aus nach hinten nummeriert. Die Milchzähne unterscheiden sich dadurch, dass nach der Raute # ein „d“ (für decidous teeth, Milchzähne) gesetzt wird. Die Angabe #2dM bezeichnet den unteren, rechten, zweiten Milchmolaren, die Angabe #dC1 bezeichnet den oberen linken Milcheckzahn. Im zugehörigen Befundbogen (Parodontalstatus) können für jeden Zahn zwei Taschentiefen der Zahnfleischtaschen und der Mobilitätsgrad eingetragen werden. Die übrigen Befunde und eine eventuelle Behandlungsplanung werden in einen Befundbogen befundorientiert eingetragen. Dies bedeutet, dass beispielsweise in einem Feld „Karies“ alle kariösen Zähne mit der MICAP-Bezeichnung eingetragen werden, alle fehlenden Zähne im Befundfeld „fehlende Zähne“ und so fort.

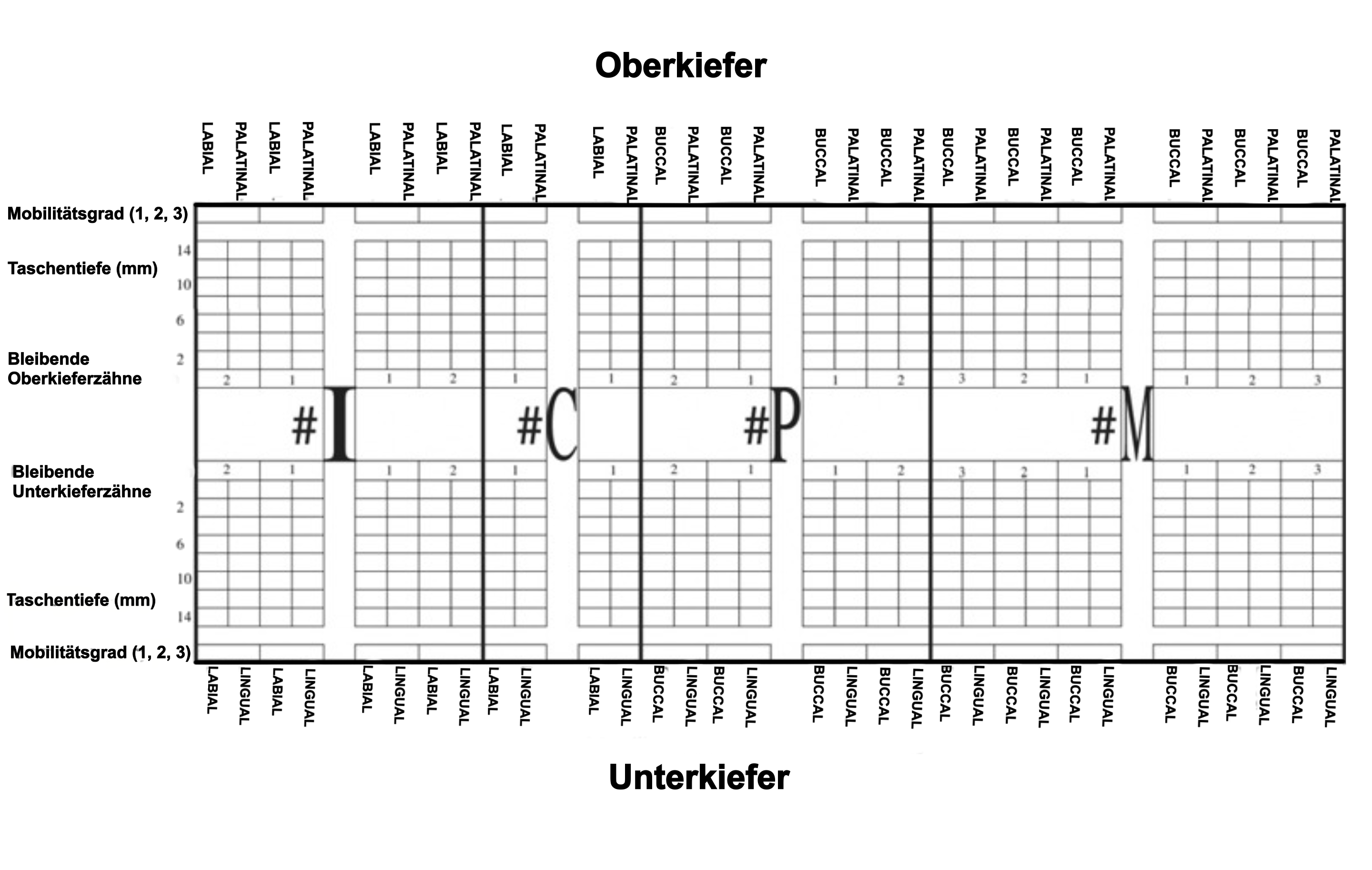
Parodontalstatus im MICAP-Zahnschema

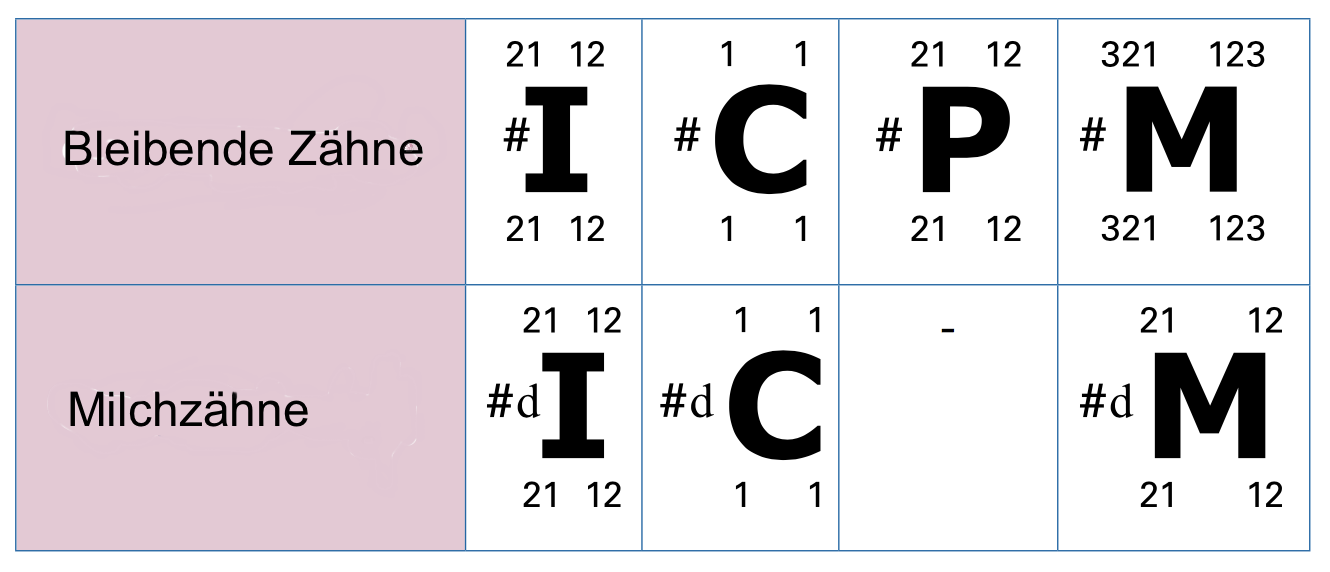

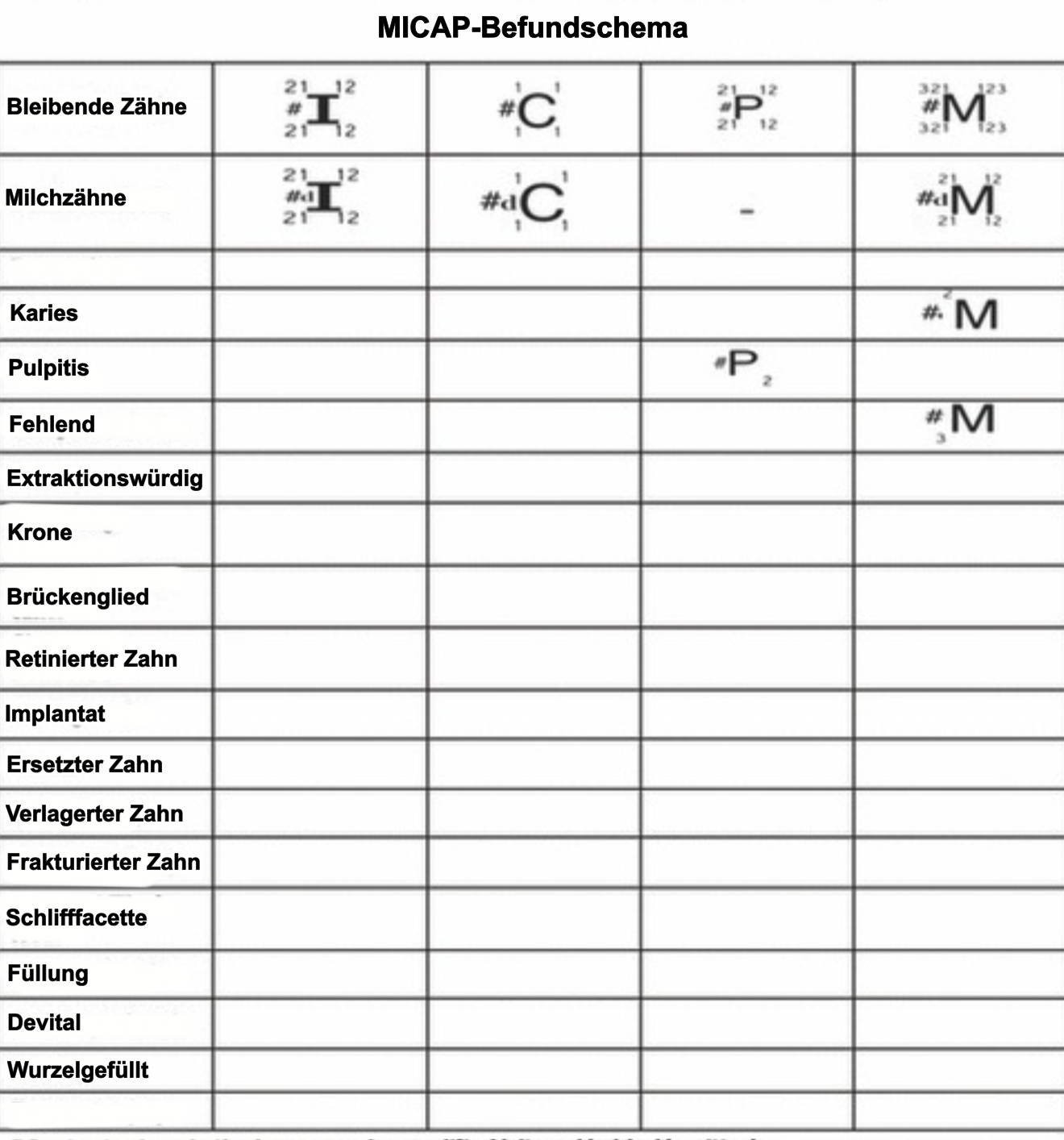
Beispiel eines MICAP-Befundschemas

### Holländisches Zahnschema
Im Holländischen System wurde der Versuch unternommen, die unklaren Bezeichnungen des lateinischen Systems zu präzisieren, indem unter dem jeweiligen Zahn eine lateinische Zusatzbezeichnung als Abkürzung angefügt wurde. Dabei steht
- sd für superior dexter (oben rechts)
- id für inferior dexter (unten rechts)
- ss für superior sinister (oben links)
- is für inferior sinister (unten links)

| Bleibendes Gebiss      | Bleibendes Gebiss      |
| ---------------------- | ---------------------- |
| M3 M2 M1 P2 P1 C I2 I1 | I1 I2 C P1 P2 M1 M2 M3 |
| sd sd sd               | ss ss ss               |
| M3 M2 M1 P2 P1 C I2 I1 | I1 I2 C P1 P2 M1 M2 M3 |
| id id id               | is is is               |

(I – Incisivi, C – Canini, P – Prämolaren, M – Molaren).

### Zahnschemata mit Zahlen-/Buchstabenkombinationen

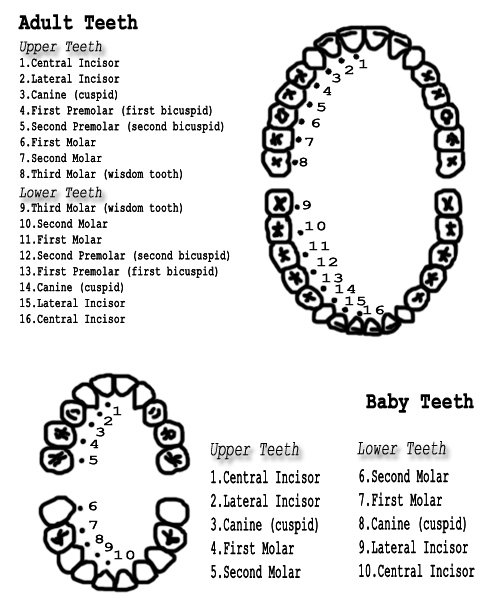
Zahnschema mit Zahlen-/Buchstabenkombination. (Die Ziffern sind keine Zahnbezeichnungen, sondern Verweise zur Bildlegende).

In Anlehnung an das französische Zahnschema wurden ähnliche Zahlen-/Buchstabenkombinationen in den verschiedenen Sprachen für die vier Quadranten angewandt, wobei die Zähne wie im FDI-Zahnschema von der Mitte aus nach dorsal (hinten) gezählt werden:
- Englisch:
  - UR – upper right
  - UL – upper left
  - LR – lower right
  - LL – lower left

„UL3“ bezeichnet im Englischen den Eckzahn im linken Oberkiefer.
- Deutsch:
  - OR – oben rechts
  - OL – oben links
  - UR – unten rechts
  - UL – unten links

„UL3“ bezeichnet im deutschen Zahnschema den Eckzahn im linken Unterkiefer.

### Historisches Befundschema

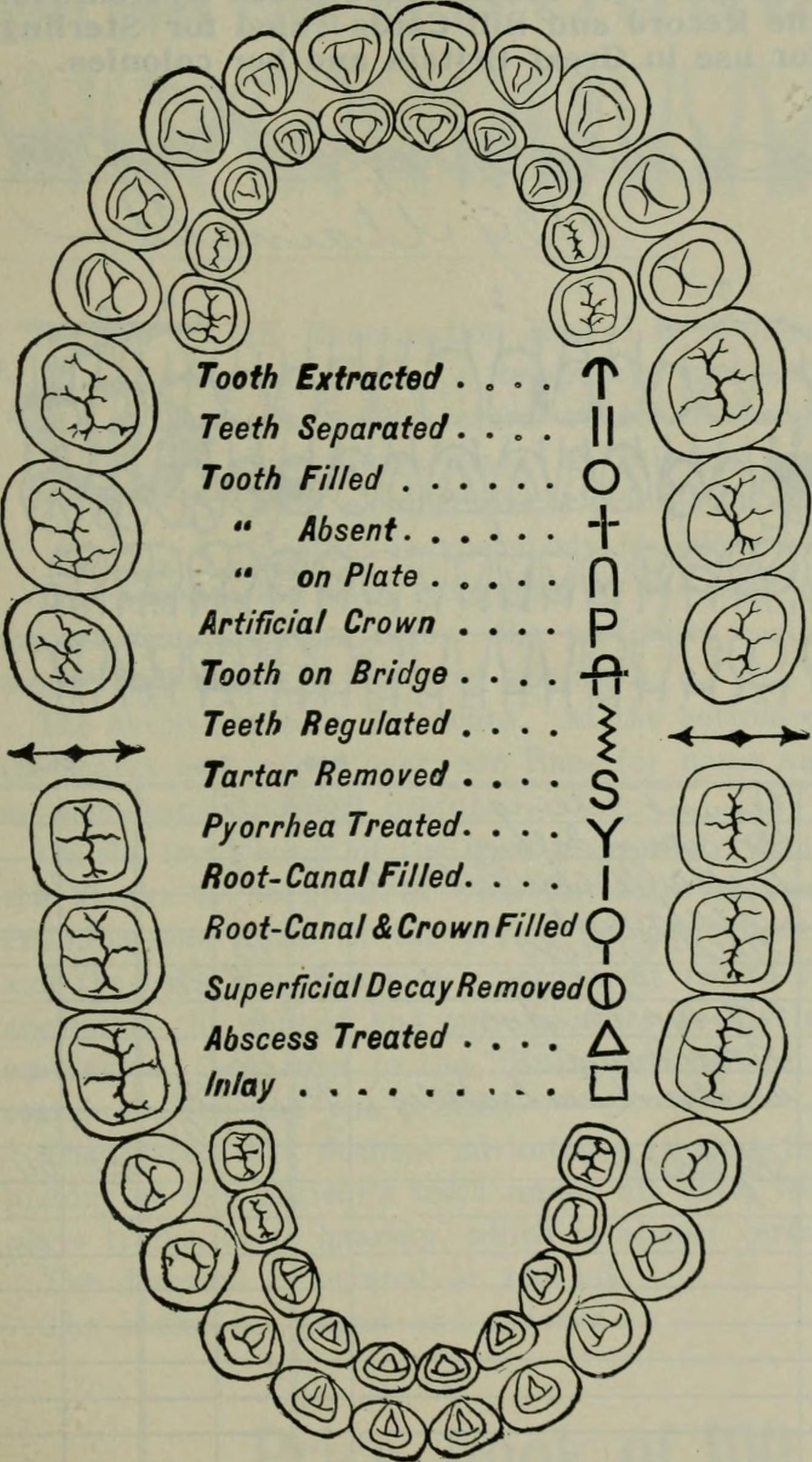
Historisches Befundschema (1907)

Die S. S. White Company vertrieb 1907 in den USA Karteikarten, die von S. H. Guilford entwickelt worden waren. Dort wurden die Befunde mit speziellen Symbolen eingetragen.

## Allgemeines

### Zahnloser Kiefer
Im zahnlosen Kiefer werden auch die Kieferbereiche nach denjenigen Zähnen benannt, die im jeweiligen bezahnten Kieferabschnitt stehen sollten. Fehlt beispielsweise der Zahn 46 (wegen Nichtanlage oder nach Extraktion) und soll der fehlende Zahn beispielsweise durch ein Implantat oder durch ein Brückenglied oder eine Teilprothese ersetzt werden, so wird der zahnlose Kieferbereich als 46 bezeichnet. Auch die ersetzten Zähne erhalten in der Folge die gleiche Bezeichnung wie die bleibenden Zähne.

### Hyperdontie
Bei einer Hyperdontie (Zahnüberzahl) erfolgt die Zählung (außer im amerikanischen Zahnschema) konsequent im jeweiligen System weiter. Im FDI-Schema heißt beispielsweise ein (überzähliger) Zahn hinter dem rechten oberen Weisheitszahn, der die Bezeichnung 18 hat, konsequenterweise Zahn 19. Bei allen Schemata zugleich besteht allerdings das Problem der Benennung einer Hyperdontie innerhalb einer geschlossenen Zahnreihe. So findet zum Beispiel ein überzähliger Frontzahn im Unterkiefer keine eindeutige Bezeichnung. Den oben beschriebenen Vorschlag Sharmas und Wadhwas, nämlich die beiden Ziffern des FDI-Zahnschemas durch einen Bindestrich zu verbinden, forderten 1986 erneut der polnische Hochschullehrer Zdzisław Krysiński und 1989 Manuel Alfonso Villa Vigil, der Präsident des spanischen Zahnärzteverbandes, um auch überzählige Zähne darstellen zu können, die insbesondere bei einigen ethnischen Gruppen vorkommen. Die Kieferorthopäden Leo Toureno und Jae Hyun Park schlagen vor, die drei gebräuchlichsten Zahnschemata um einen Buchstaben oder eine Ziffer zu ergänzen. Im amerikanischen Zahnschema würde ein überzähliger mittlerer unterer Schneidezahn die Bezeichnung „24A“ („twenty-four-A“) oder „24.1“ („twenty-four-Dot-1“) erhalten; im FDI-Zahnschema lautete dann seine Zahnbezeichnung „31A“ („drei-eins-A“) oder „31.1“ („drei-eins-Punkt-1“); im Palmer/Zsigmondy-Zahnschema würde der zweite Prämolar die Bezeichnung 5.1 oder 5A erhalten (gesprochen: „unten rechts fünf-Punkt-eins“ oder „unten rechts fünf-A“).

## Zahnschemata in der Tiermedizin
Tierzahnschemata werden von Tierärzten verwendet, wenn sie Behandlungsaufzeichnungen analog den Zahnärzten durchführen.

### Zahnschema nach Triadan
Die Zahnbenennung beim Hund, bei der Katze oder beim Pferd erfolgt im Zahnschema nach Zahnarzt Hugo Triadan (1930–1987), der es 1972 an der Universität Bern entwickelt hat. Triadan hat sich an das FDI-Zahnschema des Menschen angelehnt. Im Triadan-Zahnschema werden – zur Unterscheidung mit dem FDI-Zahnschema des Menschen – nach den Quadrantenziffern die Zahnziffern von der Mitte aus rachenwärts mit einer „0“ beginnend gezählt. Der jeweils erste Zahn hat deshalb die Bezeichnung „01“. Es wird auch Three-Digit System (dt.: Drei-Ziffern-System) genannt. Demnach erhält der obere rechte erste Schneidezahn die Benennung „101“ (eins – null – eins), „1“ für den ersten Quadranten, „01“ für den ersten Zahn dieses Quadranten; der untere linke Eckzahn (Fangzahn) erhält die Benennung „304“ (drei – null – vier). (Hunde, Katzen und Pferde haben drei Schneidezähne je Quadrant.) Im Milchgebiss erfolgt die Quadrantennummerierung analog dem FDI-Zahnschema mit den Ziffern 5, 6, 7, 8. Das bleibende Gebiss des Hundes hat 42 Zähne, das der Katze 30 Zähne, des Pferdes 36–44 Zähne.
| Bleibendes Hundegebiss | Bleibendes Hundegebiss | Bleibendes Hundegebiss | Bleibendes Hundegebiss | Bleibendes Hundegebiss | Bleibendes Hundegebiss | Bleibendes Hundegebiss | Bleibendes Hundegebiss | Bleibendes Hundegebiss | Bleibendes Hundegebiss | Bleibendes Hundegebiss | Bleibendes Hundegebiss | Bleibendes Hundegebiss | Bleibendes Hundegebiss | Bleibendes Hundegebiss | Bleibendes Hundegebiss | Bleibendes Hundegebiss | Bleibendes Hundegebiss | Bleibendes Hundegebiss | Bleibendes Hundegebiss | Bleibendes Hundegebiss | Bleibendes Hundegebiss |
| oben rechts            | oben rechts            | oben rechts            | oben rechts            | oben rechts            | oben rechts            | oben rechts            | oben rechts            | oben rechts            | oben rechts            | oben rechts            | oben links             | oben links             | oben links             | oben links             | oben links             | oben links             | oben links             | oben links             | oben links             | oben links             | oben links             |
| ---------------------- | ---------------------- | ---------------------- | ---------------------- | ---------------------- | ---------------------- | ---------------------- | ---------------------- | ---------------------- | ---------------------- | ---------------------- | ---------------------- | ---------------------- | ---------------------- | ---------------------- | ---------------------- | ---------------------- | ---------------------- | ---------------------- | ---------------------- | ---------------------- | ---------------------- |
|                        | 110                    | 109                    | 108                    | 107                    | 106                    | 105                    | 104                    | 103                    | 102                    | 101                    | 201                    | 202                    | 203                    | 204                    | 205                    | 206                    | 207                    | 208                    | 209                    | 210                    |                        |
| 411                    | 410                    | 409                    | 408                    | 407                    | 406                    | 405                    | 404                    | 403                    | 402                    | 401                    | 301                    | 302                    | 303                    | 304                    | 305                    | 306                    | 307                    | 308                    | 309                    | 310                    | 311                    |
| unten rechts           | unten rechts           | unten rechts           | unten rechts           | unten rechts           | unten rechts           | unten rechts           | unten rechts           | unten rechts           | unten rechts           | unten rechts           | unten links            | unten links            | unten links            | unten links            | unten links            | unten links            | unten links            | unten links            | unten links            | unten links            | unten links            |
|                        |                        |                        |                        |                        |                        |                        |                        |                        |                        |                        |                        |                        |                        |                        |                        |                        |                        |                        |                        |                        |                        |
| Milchzahngebiss (Hund) |                        |                        |                        |                        |                        |                        |                        |                        |                        |                        |                        |                        |                        |                        |                        |                        |                        |                        |                        |                        |                        |
| oben rechts            | oben rechts            | oben rechts            | oben rechts            | oben rechts            | oben rechts            | oben rechts            | oben rechts            | oben rechts            | oben rechts            | oben rechts            | oben links             | oben links             | oben links             | oben links             | oben links             | oben links             | oben links             | oben links             | oben links             | oben links             | oben links             |
|                        |                        |                        | 507                    | 506                    | 505                    |                        | 504                    | 503                    | 502                    | 501                    | 601                    | 602                    | 603                    | 604                    |                        | 605                    | 606                    | 607                    |                        |                        |                        |
|                        |                        |                        | 807                    | 806                    | 805                    |                        | 804                    | 803                    | 802                    | 801                    | 701                    | 702                    | 703                    | 704                    |                        | 705                    | 706                    | 707                    |                        |                        |                        |
| unten rechts           | unten rechts           | unten rechts           | unten rechts           | unten rechts           | unten rechts           | unten rechts           | unten rechts           | unten rechts           | unten rechts           | unten rechts           | unten links            | unten links            | unten links            | unten links            | unten links            | unten links            | unten links            | unten links            | unten links            | unten links            | unten links            |

(Incisivi, Canini, Prämolaren, Molaren).

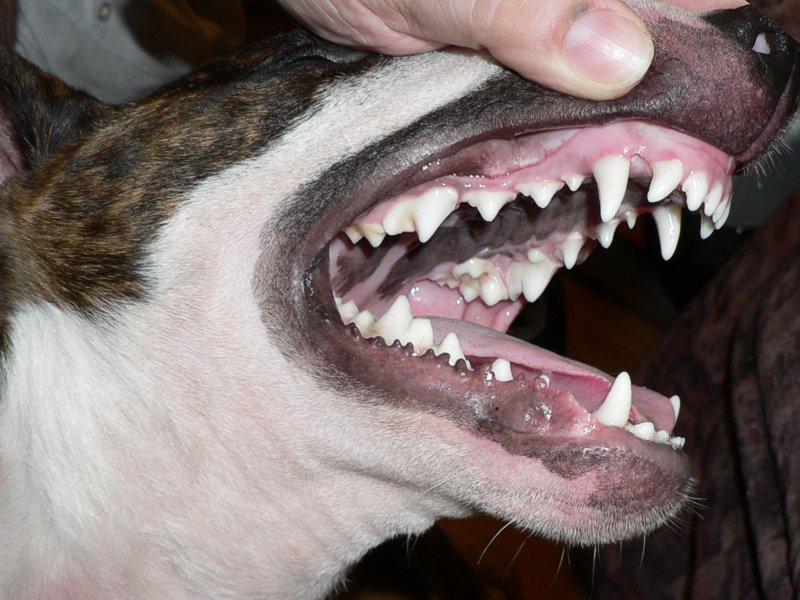
Hundegebiss, 42 bleibende Zähne, 28 Milchzähne
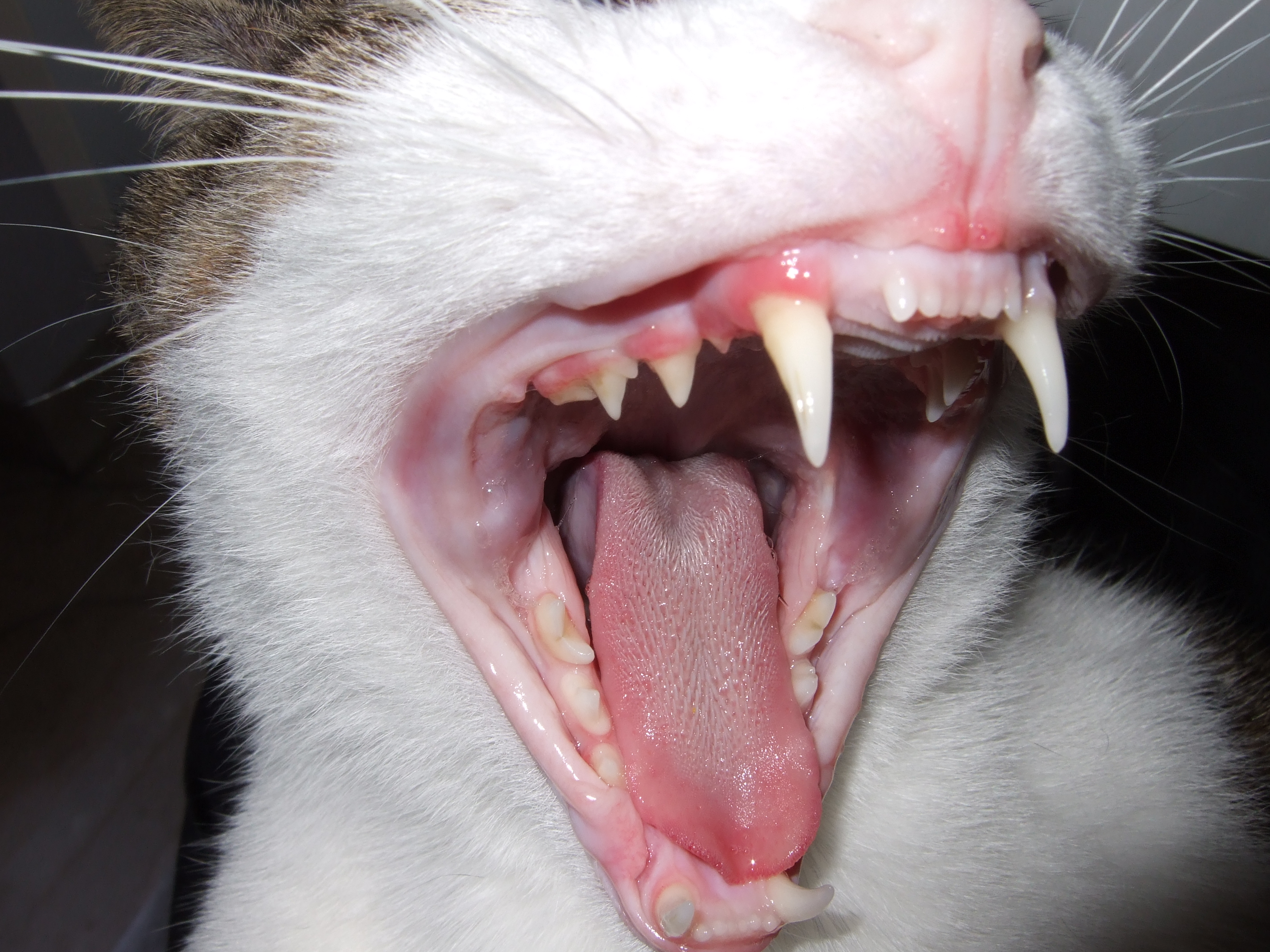
Katzengebiss, 30 bleibende Zähne, 26 Milchzähne
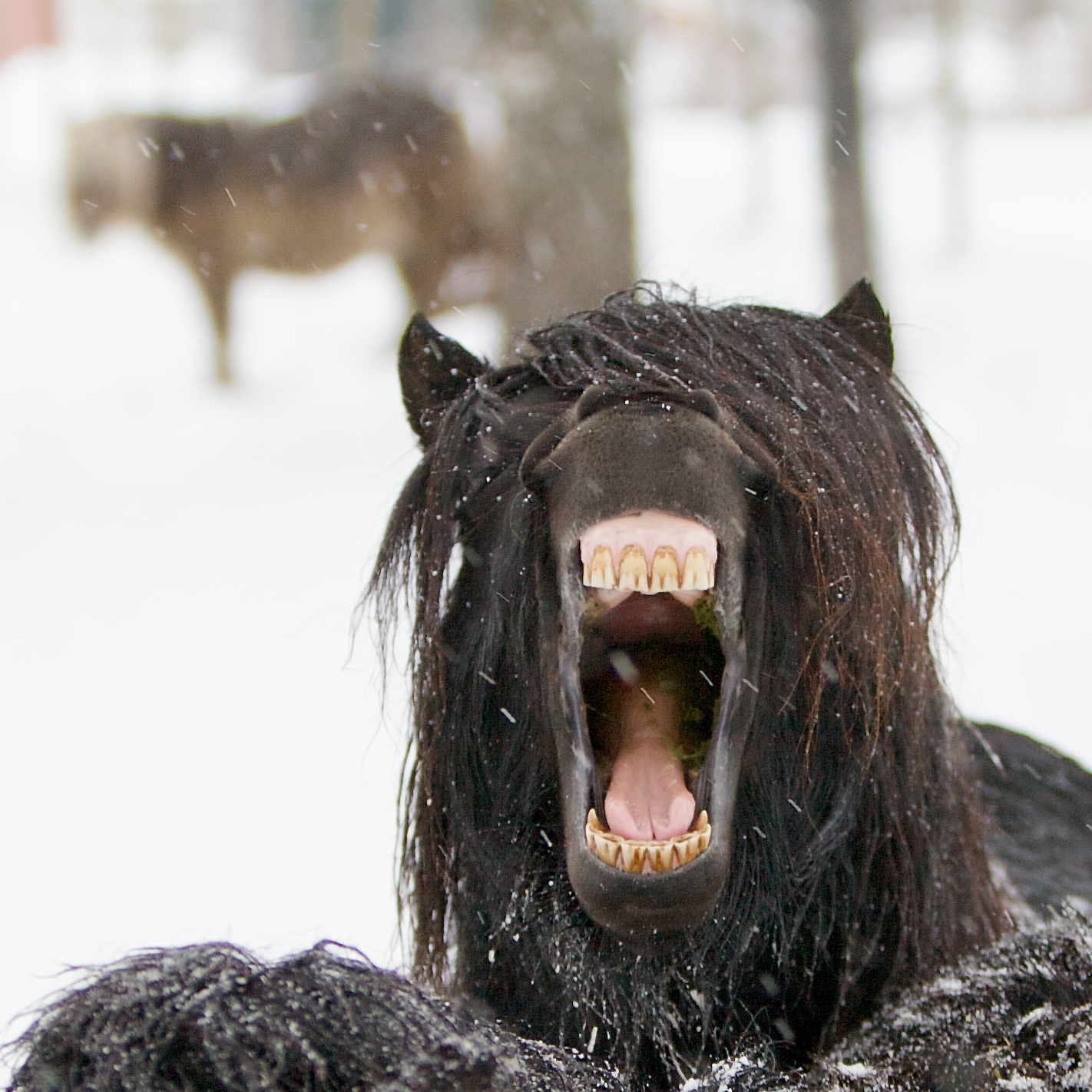
Pferdegebiss: 36–44 bleibende Zähne, Fohlengebiss 24–28 Zähne
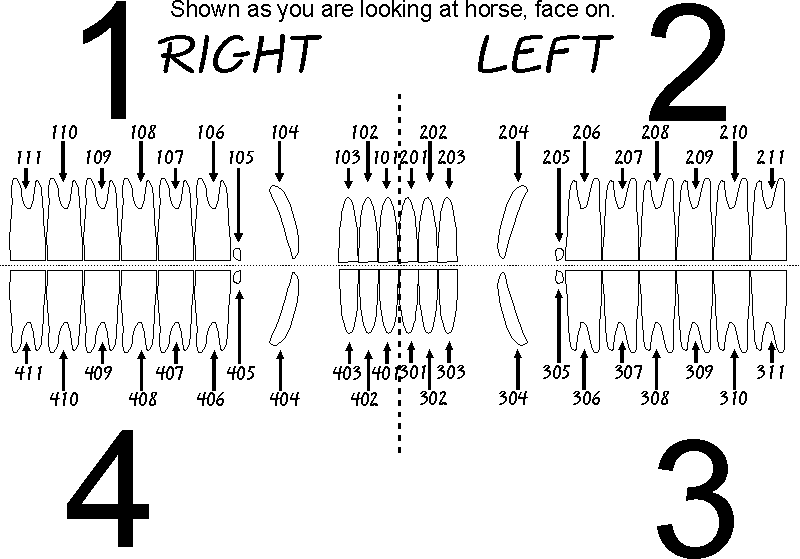
Triadan-Zahnschema des Pferdes

| Bleibendes Katzengebiss | Bleibendes Katzengebiss | Bleibendes Katzengebiss | Bleibendes Katzengebiss | Bleibendes Katzengebiss | Bleibendes Katzengebiss | Bleibendes Katzengebiss | Bleibendes Katzengebiss | Bleibendes Katzengebiss | Bleibendes Katzengebiss | Bleibendes Katzengebiss | Bleibendes Katzengebiss | Bleibendes Katzengebiss | Bleibendes Katzengebiss | Bleibendes Katzengebiss | Bleibendes Katzengebiss |
| oben rechts             | oben rechts             | oben rechts             | oben rechts             | oben rechts             | oben rechts             | oben rechts             | oben rechts             | oben links              | oben links              | oben links              | oben links              | oben links              | oben links              | oben links              | oben links              |
| ----------------------- | ----------------------- | ----------------------- | ----------------------- | ----------------------- | ----------------------- | ----------------------- | ----------------------- | ----------------------- | ----------------------- | ----------------------- | ----------------------- | ----------------------- | ----------------------- | ----------------------- | ----------------------- |
| 108                     | 107                     | 106                     | 105                     | 104                     | 103                     | 102                     | 101                     | 201                     | 202                     | 203                     | 204                     | 205                     | 206                     | 207                     | 208                     |
| 407                     |                         | 406                     | 405                     | 404                     | 403                     | 402                     | 401                     | 301                     | 302                     | 303                     | 304                     | 305                     | 306                     |                         | 307                     |
| unten rechts            | unten rechts            | unten rechts            | unten rechts            | unten rechts            | unten rechts            | unten rechts            | unten rechts            | unten links             | unten links             | unten links             | unten links             | unten links             | unten links             | unten links             | unten links             |
|                         |                         |                         |                         |                         |                         |                         |                         |                         |                         |                         |                         |                         |                         |                         |                         |
| Milchzahngebiss (Katze) |                         |                         |                         |                         |                         |                         |                         |                         |                         |                         |                         |                         |                         |                         |                         |
| oben rechts             | oben rechts             | oben rechts             | oben rechts             | oben rechts             | oben rechts             | oben rechts             | oben rechts             | oben links              | oben links              | oben links              | oben links              | oben links              | oben links              | oben links              | oben links              |
|                         | 507                     | 506                     | 505                     | 504                     | 503                     | 502                     | 501                     | 601                     | 602                     | 603                     | 604                     | 605                     | 606                     | 607                     |                         |
|                         |                         | 806                     | 805                     | 804                     | 803                     | 802                     | 801                     | 701                     | 702                     | 703                     | 704                     | 705                     | 706                     |                         |                         |
| unten rechts            | unten rechts            | unten rechts            | unten rechts            | unten rechts            | unten rechts            | unten rechts            | unten rechts            | unten links             | unten links             | unten links             | unten links             | unten links             | unten links             | unten links             | unten links             |

(Incisivi, Canini, Prämolaren, Molaren).
| Bleibendes Pferdegebiss | Bleibendes Pferdegebiss | Bleibendes Pferdegebiss | Bleibendes Pferdegebiss | Bleibendes Pferdegebiss | Bleibendes Pferdegebiss | Bleibendes Pferdegebiss | Bleibendes Pferdegebiss | Bleibendes Pferdegebiss | Bleibendes Pferdegebiss | Bleibendes Pferdegebiss | Bleibendes Pferdegebiss | Bleibendes Pferdegebiss | Bleibendes Pferdegebiss | Bleibendes Pferdegebiss | Bleibendes Pferdegebiss | Bleibendes Pferdegebiss | Bleibendes Pferdegebiss | Bleibendes Pferdegebiss | Bleibendes Pferdegebiss | Bleibendes Pferdegebiss | Bleibendes Pferdegebiss |
| oben rechts             | oben rechts             | oben rechts             | oben rechts             | oben rechts             | oben rechts             | oben rechts             | oben rechts             | oben rechts             | oben rechts             | oben rechts             | oben links              | oben links              | oben links              | oben links              | oben links              | oben links              | oben links              | oben links              | oben links              | oben links              | oben links              |
| ----------------------- | ----------------------- | ----------------------- | ----------------------- | ----------------------- | ----------------------- | ----------------------- | ----------------------- | ----------------------- | ----------------------- | ----------------------- | ----------------------- | ----------------------- | ----------------------- | ----------------------- | ----------------------- | ----------------------- | ----------------------- | ----------------------- | ----------------------- | ----------------------- | ----------------------- |
| 111                     | 110                     | 109                     | 108                     | 107                     | 106                     | (105)                   | (104)                   | 103                     | 102                     | 101                     | 201                     | 202                     | 203                     | (204)                   | (205)                   | 206                     | 207                     | 208                     | 209                     | 210                     | 211                     |
| 411                     | 410                     | 409                     | 408                     | 407                     | 406                     | (405)                   | (404)                   | 403                     | 402                     | 401                     | 301                     | 302                     | 303                     | (304)                   | (305)                   | 306                     | 307                     | 308                     | 309                     | 310                     | 311                     |
| unten rechts            | unten rechts            | unten rechts            | unten rechts            | unten rechts            | unten rechts            | unten rechts            | unten rechts            | unten rechts            | unten rechts            | unten rechts            | unten links             | unten links             | unten links             | unten links             | unten links             | unten links             | unten links             | unten links             | unten links             | unten links             | unten links             |
|                         |                         |                         |                         |                         |                         |                         |                         |                         |                         |                         |                         |                         |                         |                         |                         |                         |                         |                         |                         |                         |                         |
| Milchzahngebiss (Pferd) |                         |                         |                         |                         |                         |                         |                         |                         |                         |                         |                         |                         |                         |                         |                         |                         |                         |                         |                         |                         |                         |
| oben rechts             | oben rechts             | oben rechts             | oben rechts             | oben rechts             | oben rechts             | oben rechts             | oben rechts             | oben rechts             | oben rechts             | oben rechts             | oben links              | oben links              | oben links              | oben links              | oben links              | oben links              | oben links              | oben links              | oben links              | oben links              | oben links              |
|                         |                         |                         | 507                     | 506                     | 505                     |                         | (504)                   | 503                     | 502                     | 501                     | 601                     | 602                     | 603                     | (604)                   |                         | 605                     | 606                     | 607                     |                         |                         |                         |
|                         |                         |                         | 807                     | 806                     | 805                     |                         | (804)                   | 803                     | 802                     | 801                     | 701                     | 702                     | 703                     | (704)                   |                         | 705                     | 706                     | 707                     |                         |                         |                         |
| unten rechts            | unten rechts            | unten rechts            | unten rechts            | unten rechts            | unten rechts            | unten rechts            | unten rechts            | unten rechts            | unten rechts            | unten rechts            | unten links             | unten links             | unten links             | unten links             | unten links             | unten links             | unten links             | unten links             | unten links             | unten links             | unten links             |

(Incisivi, Canini, Prämolaren, Molaren).
- Hundegebiss,
 42 bleibende Zähne,
 28 Milchzähne
- Katzengebiss,
 30 bleibende Zähne,
 26 Milchzähne
- Pferdegebiss:
 36–44 bleibende Zähne,
 Fohlengebiss 24–28 Zähne
- Triadan-Zahnschema des Pferdes[48]

### Zahnschemata verschiedener Lebewesen
Die Zahnformel (auch: Gebissformel) ist eine Übersicht über die bei einem Säugetier vorkommenden Zähne. Sie wird in der Regel nur für eine Hälfte des Ober- und Unterkiefers dargestellt, da Gebisse immer vertikal spiegelsymmetrisch sind. Die Kenntnis der Zahnformeln ermöglicht das Erkennen von nicht ausgebildeten Zähnen. In der Tierzucht werden solche Individuen häufig von der Zucht ausgeschlossen. In der Zoologie wird eine kürzere Art von Zahnformeln verwendet, um die Gebisse verschiedener Arten oder höherer Taxa miteinander zu vergleichen.